# Birka et Hovgården
Vous lisez un « article de qualité » labellisé en 2017.
Birka et Hovgården sont deux sites de Suède formant un ensemble archéologique de l'âge des Vikings inscrit au patrimoine mondial  de l'UNESCO, situés respectivement sur les îles de Björkö et Adelsö sur le lac Mälar, à environ 30 km de Stockholm.
Birka est fondée au milieu du VIIIe siècle. À cette époque, le lac Mälar est une baie de la mer Baltique, le niveau de la mer étant 5 m au-dessus du niveau actuel du lac. Birka est alors une position stratégique, protégée par le dédale d'îles et écueils, et à la croisée de plusieurs routes maritimes importantes. Elle devient une plaque tournante du commerce en Suède, éclipsant le site plus ancien de Helgö et se développant à une échelle bien supérieure, atteignant une population estimée entre 700 et 1 000 habitants à son apogée. Le site de Birka regroupe de nombreux artisans, utilisant des matières premières diverses en provenance des territoires scandinaves tels que l'ambre, le fer du Bergslagen, les fourrures et duvets, les bois et ivoire. Les produits transformés sont ensuite vendus aux fermes de la région mais surtout à l'étranger en échange de produits de luxe, tels que de la céramique, de la soie et broderies fines et de l'argent. Au début l'essentiel du commerce se faisait avec l'Europe de l'Ouest, mais avec l'expansion vers l'est des Varègues et le développement des routes commerciales de la Volga et du Dniepr, le commerce se recentra à partir de la fin du IXe siècle sur l'Orient et en particulier le monde musulman.
Il est probable que Birka jouissait d'un statut spécial garanti par le roi de Suède ou un roi local qui, entre autres, lui donnait son propre conseil (Thing) dirigé par un préfet et offrait protection à tous ses habitants, même étrangers. Ainsi, par sa taille et ce statut particulier, Birka peut être considérée comme la première ville de Suède, et est souvent qualifiée de proto-ville. Faisant face à Birka et fondé en même temps, se trouvait le domaine royal de Hovgården. Il s'agissait de la résidence du roi (ou de l'un des rois) de Suède, ainsi que le site du conseil. Il est possible que Birka et Hovgården aient été au moins partiellement en conflit avec les pouvoirs religieux et politique de Gamla Uppsala. C'est peut-être d'ailleurs dans le cadre de ce conflit qu'eut lieu dans les années 840 l'attaque de Anund II d'Upsal sur Birka.
Birka est l'une des principales destinations des missionnaires chrétiens pour évangéliser la Suède. En particulier, les missions de l'archevêque Anschaire de Brême en 829 et en 852 ou 853 sont documentées dans Vita Anskarii, qui est notre seule source contemporaine sur la vie de Birka. Si les missionnaires parviennent à construire une église et à convertir plusieurs personnes, y compris le préfet de la ville, l'opposition de la religion nordique est très forte, et des missionnaires sont assassinés.
La proto-ville est abandonnée brutalement autour de l'an 970, et son rôle et sa population sont probablement transférés vers Sigtuna, fondée à la même époque. Les causes de cet abandon ne sont pas entièrement connues, mais il s'agit probablement d'une combinaison de facteurs tels que la fermeture du lac Mälar, l'interruption du commerce avec l'Est dû à des conflits, et enfin une bataille qui, à cette époque, détruisit une partie de la ville. Hovgården semble avoir cependant conservé son statut de domaine royal et, dans les années 1270, un palais y est construit, utilisé comme résidence estivale par le roi. Ce palais est détruit à la fin du XIVe siècle.
Ces deux sites sont ensuite totalement abandonnés et oubliés pendant plusieurs siècles puis redécouverts grâce à l'archéologie, ponctuellement en 1680 mais surtout à partir de 1871 avec des séries de fouilles importantes. Birka est aujourd'hui l'un des sites archéologiques les plus importants et les mieux préservés de l'âge des Vikings et offre une grande quantité d'informations sur la société scandinave de l'époque. Afin de le protéger pour les générations futures, le site est acheté par l'État suédois au XXe siècle et classé au patrimoine mondial de l'UNESCO en 1993. Birka est aussi un site touristique important, avec environ 60 000 à 70 000 visiteurs par an. Le site comprend en particulier un musée, des reconstitutions de maisons d'époque ; il propose des événements à thème durant la saison touristique.

## Toponymie
Le nom Birka est une graphie suédoise du nom latin de la ville Birca que l'on connaît grâce aux sources de l'époque tels que Vita Anskarii écrit par Rimbert. Il y a en revanche un débat quant à l'origine de ce nom. De nombreux historiens pensent qu'il s'agit simplement d'une latinisation de Björkö, qui signifie l'île (ö) des bouleaux (björk). Mais le nom Birk a été utilisé à partir du Moyen Âge pour désigner un grand nombre de lieux scandinaves, en particulier des villes marchandes qui avaient un statut spécial garanti par des lois de Bjarkey. Il est donc aussi possible que le nom de la ville marchande décrite par Rimbert vienne de ce concept de Birk. Certains pensent que le contraire est aussi possible, et que le nom Birk ou Bjarkey est en réalité dérivé de Birka/Björkö, qui aurait été la première ville à avoir ce statut spécial, et que par la suite d'autres villes marchandes ont repris ce modèle et ont utilisé des lois similaires conservant le nom de « lois de Bjarkey ».
Cette question est partiellement liée à un débat qui a animé les historiens depuis le XVIIIe siècle pour savoir si le Birka de ces sources écrites correspond bien au site de Björkö. Des alternatives ont été proposées dont, en particulier, des sites du Västergötland, de l'Östergötland ou sur les îles Åland. Aujourd'hui, l'analyse des sources écrites, mais surtout les importantes découvertes archéologiques, ont forgé le consensus que la Birka de Rimbert est bien la ville située sur Björkö à l'époque viking,.
Le nom Hovgård ou Hovedgård est un nom commun durant le Moyen Âge suédois, désignant un domaine appartenant à une personne de haut rang ou le domaine principal d'un grand ensemble de terres. Le nom de l'île Adelsö signifie littéralement « île de la noblesse ».

## Situation

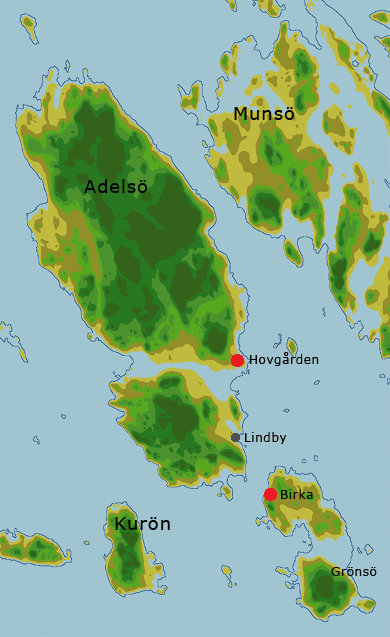
Carte topographique de l'archipel autour de Birka et Hovgården tel qu'il devait apparaître à l'âge des Vikings. La ligne bleue indique la côte actuelle.

Birka et Hovgården sont situées respectivement sur les îles de Björkö et Adelsö sur le lac Mälar, à 30 km à l'ouest de Stockholm en Suède. Elles font toutes deux partie de la commune d'Ekerö, dans le comté de Stockholm. Ces deux îles se font face et sont séparées par un détroit de quelques centaines de mètres de large. Le site, tel que défini dans son inscription au patrimoine mondial, couvre au total une superficie de 226 ha, comprenant toute la partie nord de l'île de Björkö et le site de Hovgården,. À cela s'ajoute une zone tampon de 2 272 ha couvrant le reste de Björkö et une vaste section d'Adelsö, ainsi qu'une portion du lac entre les deux îles,.
Géologiquement, le lac Mälar fait partie de la pénéplaine sub-cambrienne. C'est un territoire marqué par de nombreuses failles et fissures formant un paysage accidenté, ce qui explique l'importante quantité d'îles situées dans le lac. À la fin des glaciations du Quaternaire, les glaciers laissent le socle rocheux à nu ou couvert de moraines, mais toute la région autour du lac Mälar actuel était alors située sous les eaux. Des sédiments, en particulier de l'argile, se déposèrent dans les sections les plus profondes. Mais à la suite du rebond post-glaciaire, le niveau du sol s'éleva progressivement et ces terrains émergèrent. Ainsi, sur Björkö et Adelsö on peut distinguer les plateaux rocheux, très peu fertiles et couverts de forêts, et les plaines argileuses, qui sont parmi les plus fertiles de toute la Suède (après la Scanie).
Le rebond isostatique continue encore de nos jours à un rythme moyen de 0,5 cm/an. Ainsi, à l'époque viking, le niveau de l'eau était 5 m plus haut qu'il ne l'est aujourd'hui et l'actuel lac était alors une partie de la mer Baltique. De même, l'actuelle île de Björkö était alors séparée en deux, la partie nord appelée Björkö et la partie sud appelée Grönsö ; Hovgården était alors la pointe sud de l'île d'Adelsö.

## Histoire

### Contexte et fondation

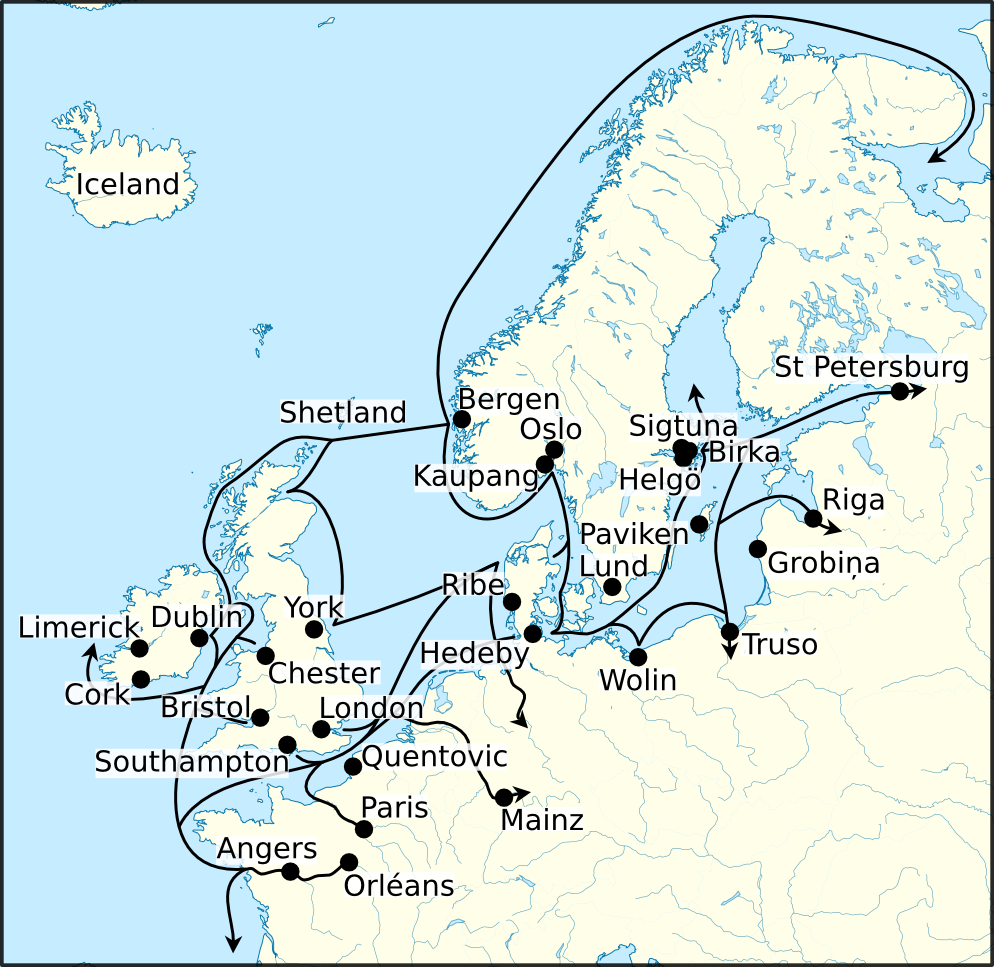
Routes commerciales d'Europe du Nord-ouest à l'époque viking.

La plus ancienne trace d'occupation sur l'ensemble du site est un cimetière au nord-ouest de Hovgården qui semble avoir été utilisé entre l'an 600 et 1100. Sur Grönsö (partie sud de Björkö qui constituait une île séparée à l'époque) on trouve même des cairns de l'âge du bronze. Mais il faut attendre le VIIIe siècle pour la fondation de la proto-ville de Birka et du domaine royal associé de Hovgården. La date exacte est difficile à déterminer mais semble se situer aux alentours de l'an 750. En effet, le style des artefacts les plus anciens trouvés sur le site semble indiquer la période de transition entre l'âge de Vendel et l'âge des Vikings, c'est-à-dire la toute fin du VIIIe siècle. Ces objets sont aussi très similaires à ceux trouvés à Staraïa Ladoga, dont la fondation est datée par dendrochronologie à 753. Enfin, le plus ancien bâtiment sur le site de Birka a été découvert au niveau du mur d'enceinte, et daté du milieu du VIIIe siècle.
À cette époque, l'essentiel de la Suède vit d'une économie agraire, les habitants vivant dans des fermes essentiellement autonomes, alliant agriculture, exploitation de la forêt, chasse, pêche, etc. Mais l'âge des Vikings voit l'apparition de proto-villes, où se concentrent les activités de commerce et d'artisanat, tant en Suède que dans le reste des pays autour de la mer Baltique, avec par exemple Hedeby, Ribe et Staraïa Ladoga. Dans le cas de la Suède, un tel lieu existe déjà, dans une certaine mesure, depuis l'époque Vendel : Helgö, situé sur une île à environ 10 km au sud-est de Birka. Ce site est actif entre l'an 200 et 800 environ, et peut être considéré comme le prédécesseur de Birka. Cependant, sa taille et son importance étaient probablement significativement moindre. Le site d'Helgö était probablement connecté à une résidence royale à Hundhamra, situé sur une île voisine, un modèle repris avec Birka et la résidence royale de Hovgården.
L'île de Björkö est un site idéal pour le commerce. Elle est en effet située sur l'actuel lac Mälar, alors un prolongement de la mer Baltique, qui constitue le cœur du Svealand (l'une des principales régions de Suède) et sa principale voie de communication, le pays n'ayant alors peu ou pas de routes terrestres développées. Plus précisément, l'île est à l'intersection de plusieurs voies de communication majeures sur le lac : au sud le passage de Södertälje (fermé par la suite à cause du rebond post-glaciaire, mais aménagé depuis le XIXe siècle avec le canal de Södertälje), au nord, le passage Fyrisleden vers Gamla Uppsala, à l'ouest, l'intérieur des terres avec en particulier l'accès au métaux du Bergslagen et à l'est, le passage au niveau de l'actuelle Stockholm,. Un autre avantage est que le dédale d'îles et de canaux formé par l'archipel du Mälaren et de Stockholm offre aux habitants de l'île un haut degré de protection.

### Un centre de commerce et d'artisanat

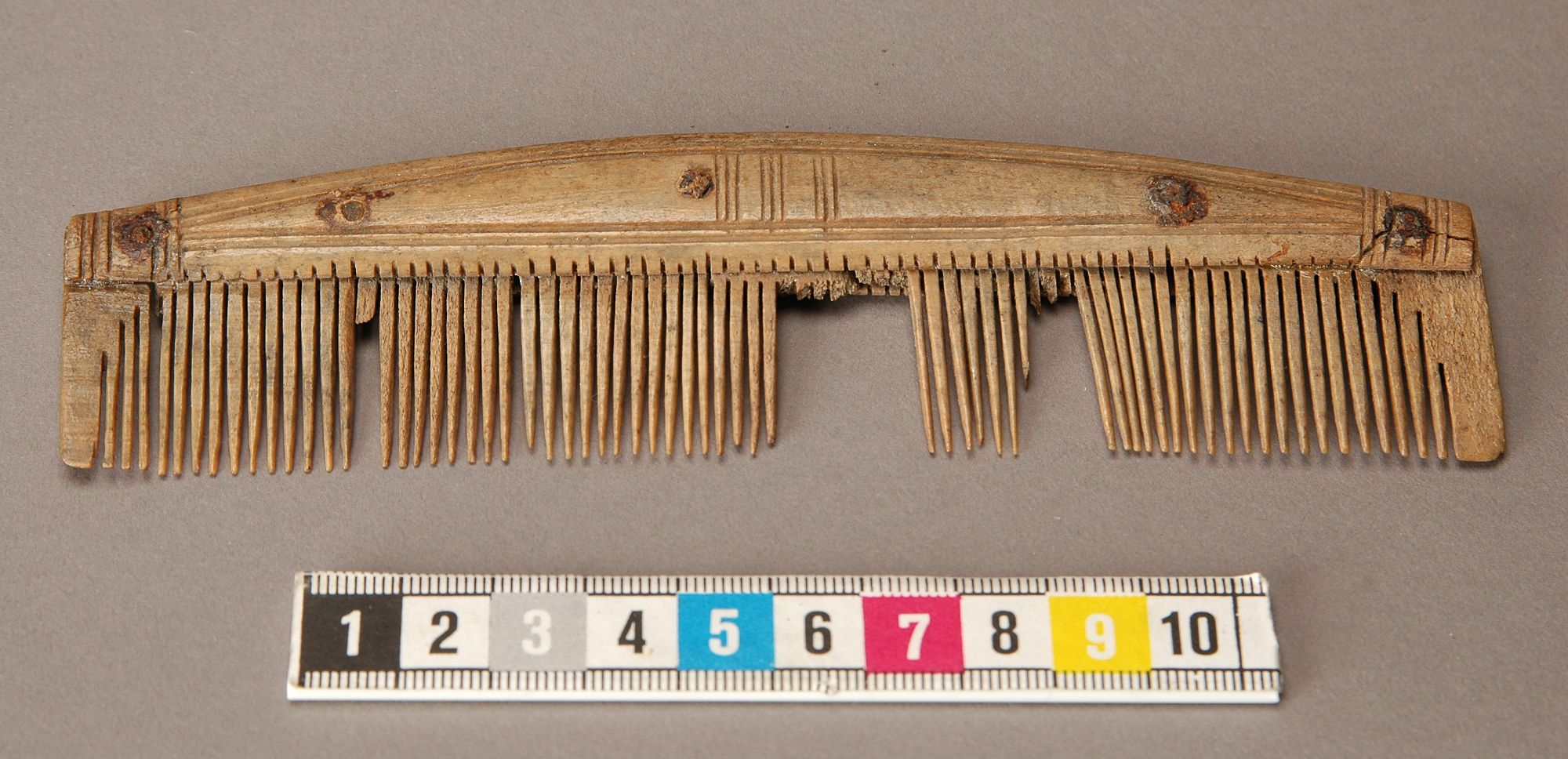
Peigne en bois de cervidés trouvé dans les Terres Noires. Ce type de peignes était un des produits typiques de l'artisanat de la ville.

Par contraste avec l'économie agraire qui dominait l'ensemble de la Suède, Birka avait un rôle bien défini de commerce et d'artisanat.
On peut distinguer très nettement deux phases dans le commerce de la ville. La première s'étale de la création de la ville à la fin du IXe siècle et correspond à des échanges commerciaux quasi-exclusifs avec l'Europe de l'Ouest, en particulier avec les villes marchandes de Dorestad et Wolin. La seconde phase correspond à une ouverture vers l'est, et en particulier l'actuelle Russie et l'Est du monde musulman. Cette phase est amorcée par la fondation de la Rus' de Kiev par des colons suédois (Varègues) et l'établissement des routes commerciales le long de la Volga et du Dniepr. Elle correspond à une croissance de Birka, lui permettant d'atteindre une population maximale estimée entre 700 et 1 000 personnes.

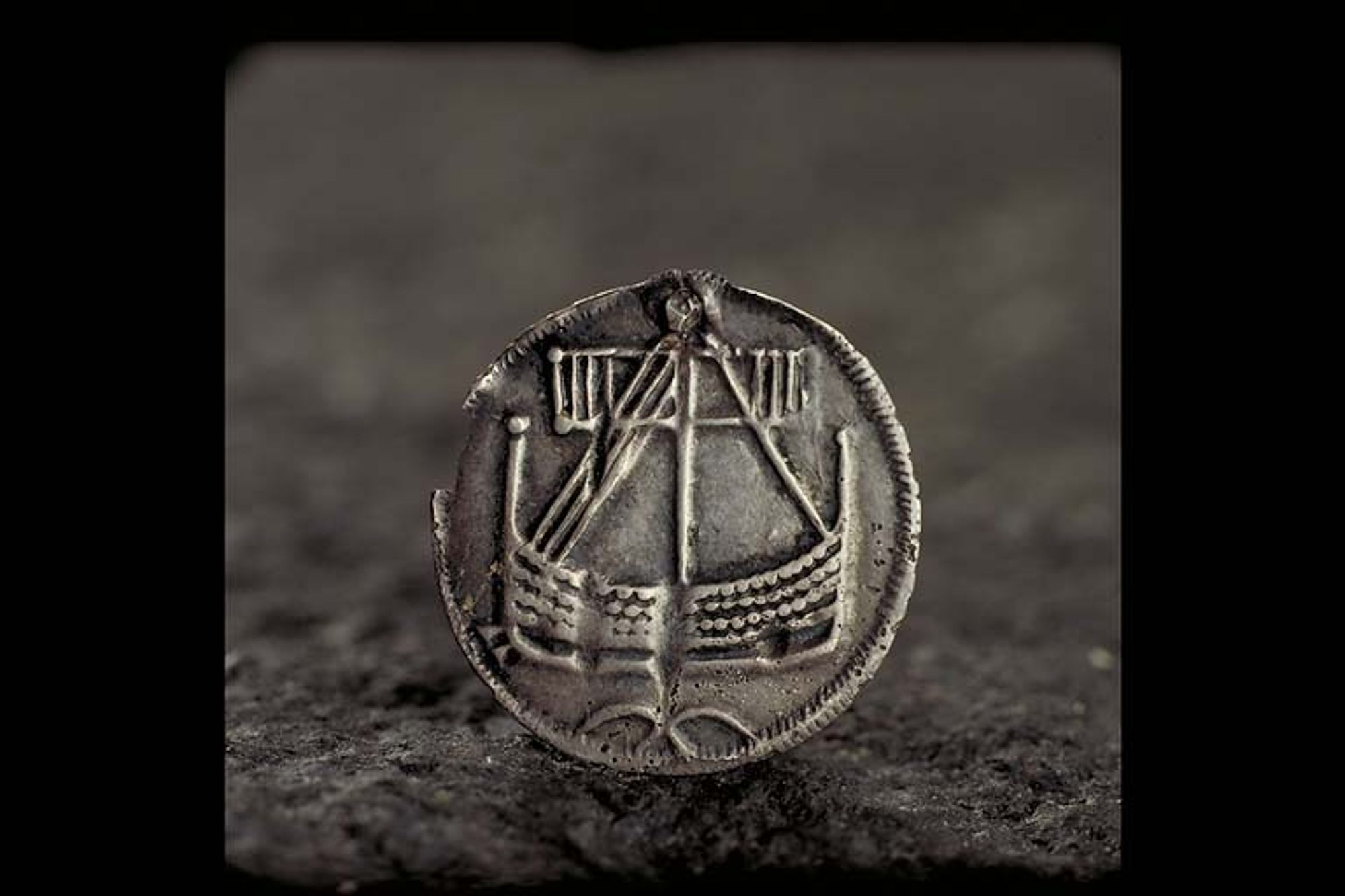
Une des pièces d'Hedeby, trouvée dans une tombe au nord du fort. Ces pièces étaient tellement nombreuses à Birka que les historiens pensaient initialement qu'elles étaient frappées dans la ville. Elles étaient en réalité frappées à Hedeby.

Les principaux biens d'exportation étaient le fer du Bergslagen, des fourrures d'animaux chassés localement ou obtenus (par échange ou par force) auprès des peuples Samis et finnois, les bois de rennes ou d'élans, l'ivoire de morse, l'ambre, le miel du sud suédois, du duvet d'eider, etc., Des esclaves étaient aussi exportés vers les marchés orientaux. Beaucoup de ces biens étaient probablement acheminés depuis le Nord de la Scandinavie vers Birka en hiver, la neige et glace facilitant le transport d'objets lourds par voie terrestre. Il est possible aussi que des grands marchés étaient organisés en hiver sur les glaces de la mer Baltique autour de Birka, de tels marchés étant documentés au Moyen Âge.
Fréquemment, les objets exportés ne se présentaient pas dans leur état d'origine, mais étaient transformés par l'artisanat établi dans la proto-ville. Par exemple, les bois d'animaux étaient taillés en peignes, le fer était forgé en différents objets, les fourrures et le cuir étaient tannés, etc.,. La ville avait aussi sa production textile et sa joaillerie Toute la production artisanale n'était pas destinée à l'export international : une grande partie était destinée aux fermes de la région. Ceci était essentiel car Birka ne pouvait être autosuffisante, l'importante population dépendait de la production des fermes de la région, pour la nourriture, le chauffage mais aussi les matériaux de construction. D'après les estimations, et compte tenu des faibles surplus de l'agriculture, il est possible que près d'un quart de la région du Mälardalen ait été nécessaire pour approvisionner la ville.
Les biens importés incluaient la céramique, le verre et souvent des produits de luxe, tels que la soie, la broderie byzantine et de grandes quantités de pièces, en particulier en argent. Ces produits étaient très rarement échangés avec les fermes de la région, et restaient en général la propriété des marchands de la ville.

### Birka et les tentatives d'évangélisation de la Suède

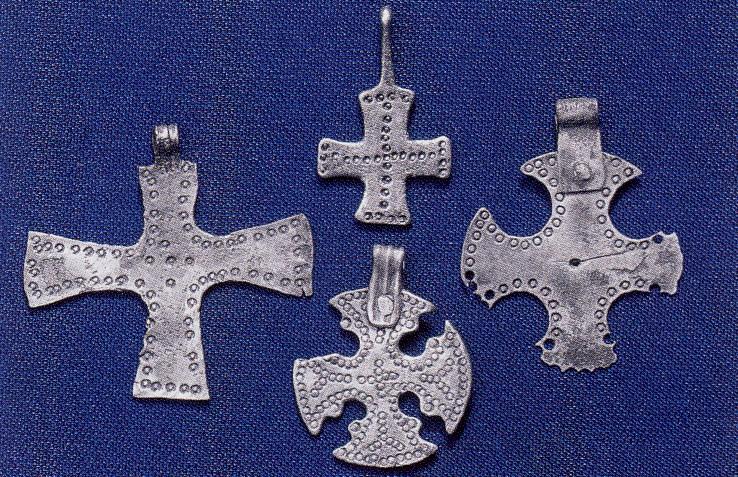
Croix en argent trouvées dans des tombes de femmes à Birka.

Une grande partie des connaissances sur l'histoire de Birka est issue de deux textes approximativement contemporains de la ville : Vita Anskarii de Rimbert et Gesta Hammaburgensis ecclesiae pontificum d'Adam de Brême, tous deux racontant principalement les missions d'évangélisation de Birka et de la Suède.
Vita Anskarii est la biographie d'Anschaire de Brême rédigée par son compagnon et successeur Rimbert entre 869 et 876. Anschaire était un moine franc envoyé en 829 à Birka pour convertir les Suédois à la religion chrétienne. Son voyage fut mouvementé : il fut attaqué par des pirates lors de la traversée de la mer Baltique, et il perdit la plupart de ses biens, y compris 40 livres saints emmenés par Anschaire. Ils durent terminer le voyage en grande partie à pied. À leur arrivée, ils furent accueillis par le roi Björn II at Hauge qui autorisa Anschaire à prêcher.

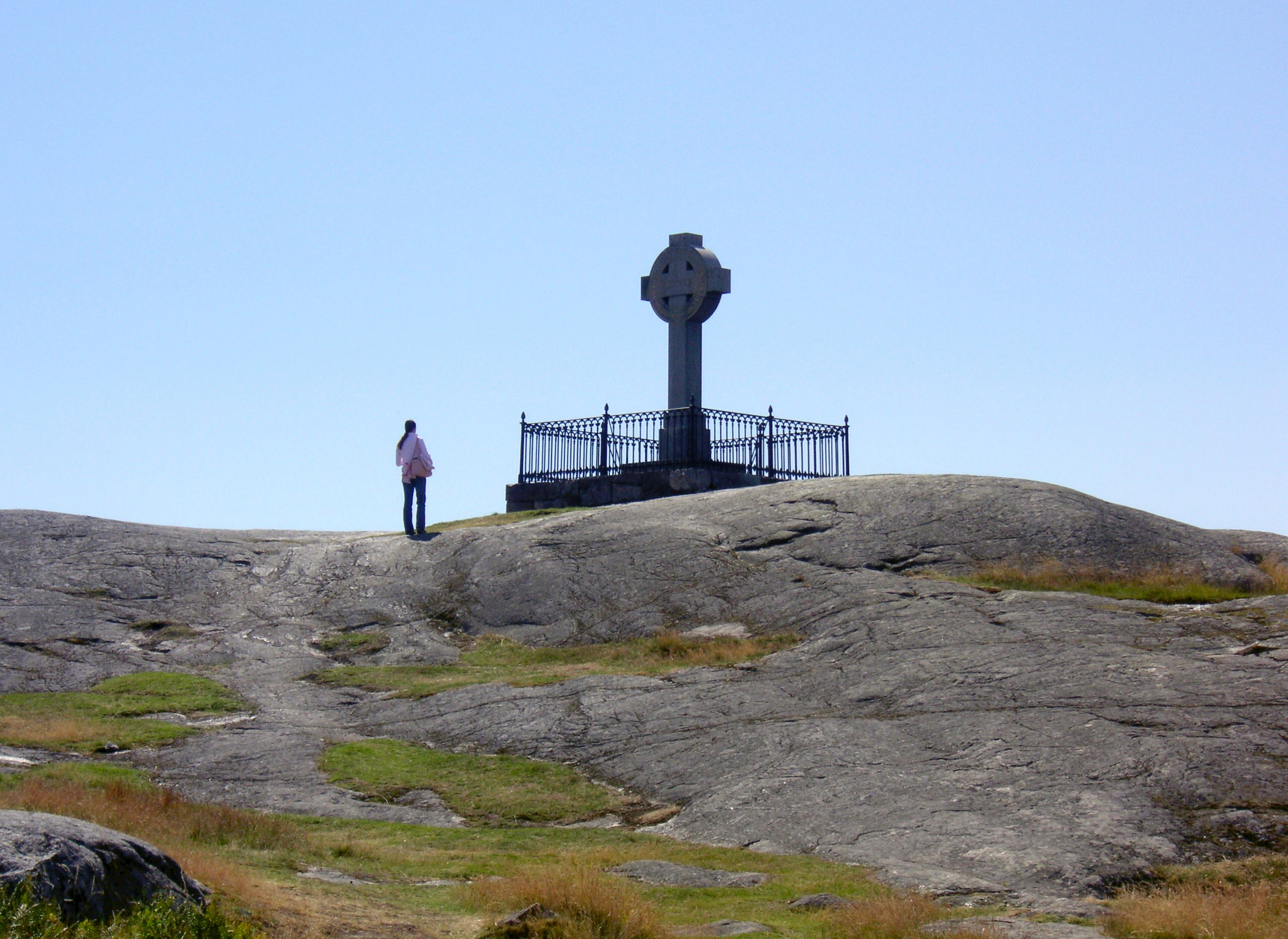
Croix d'Anschaire érigée en 1834 en l'honneur de la mission d'Anschaire, au sommet de la colline où se situait le fort viking.

Anschaire ne parvint pas à convertir le roi à la religion chrétienne, mais il parvint à baptiser le préfet de la ville Hergeir. Après un an et demi sur place, il rentra à Hambourg où il devint évêque. Il envoya alors l'évêque Gauzbert et son compagnon Nithard pour continuer sa mission à Birka,. Cependant, les Suédois n'appréciaient pas tous leur présence et, en 845, un groupe assassina Nithard, brûla la résidence de Gauzbert et le força à l'exil,. La même année, une flotte danoise attaqua Hambourg, perturbant l'organisation d'Anschaire, et Birka se retrouva sans missionnaire chrétien jusqu'en 850 ou 851, quant Anschaire envoya l'ermite Ardgar pour contacter Hergeir qui était resté fidèle à la religion,. Anschaire effectua une seconde visite, avec Erimbert, neveu de Gauzbert en 852 ou 853,. Après une longue négociation avec le roi et l'assemblée, il fut autorisé à prêcher et à construire une église. Erimbert resta après le départ d'Anschaire et, au fil des années, plusieurs prêtres se relayèrent pour maintenir active la mission chrétienne. Après la mort d'Anschaire, en 865, on ne sait que très peu sur ce que devinrent les efforts d'évangélisation en Suède, mais le livre d'Adam de Brême mentionne l'archevêque Unni, qui mourut en 936 à Birka lors d'une mission, prouvant que l'archevêché de Hambourg-Brême continuait à s'intéresser à la conversion des païens nordiques.

### Le pouvoir politique à Birka et Hovgården

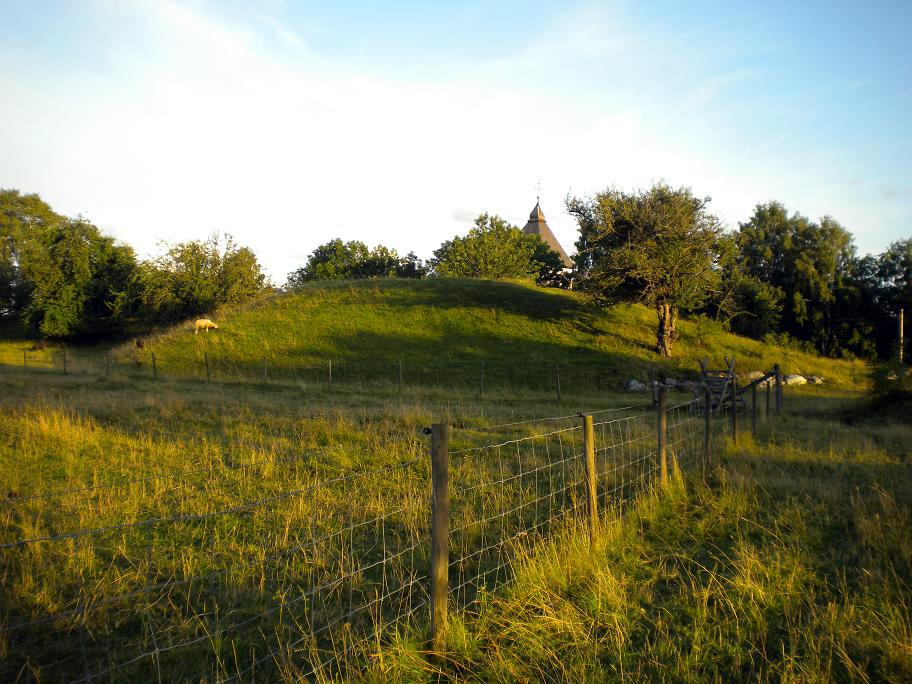
Monticule funéraire à Hovgården, interprété comme la tombe d'Éric II Björnsson, père de Björn II.

Si Vita Anskarii et Gesta Hammaburgensis ecclesiae pontificum sont principalement centrés sur la vie religieuse de la Suède, ils donnent aussi des détails importants sur la structure politique autour de Birka. Lors du premier voyage d'Anschaire, le roi est Björn II. Il est précisé qu'il ne résidait pas à Birka, et les historiens s'accordent pour dire que le roi régnait très probablement depuis Hovgården. Dans les années 850, lorsque Anschaire effectue sa seconde visite, le roi est Olof Ier de Suède et il est raconté qu'un conflit de succession, opposant Björn et son frère Anund II d'Upsal, eut lieu entre les deux visites. Anund était exilé pour une raison inconnue et avait trouvé refuge au Danemark où il avait convaincu les Danois de l’aider à reprendre le trône en échange de Birka. Les Danois envoyèrent 21 bateaux pleins de soldats, qui vinrent s'ajouter aux 11 bateaux d'Anund. Le roi Björn n'étant pas présent à Birka, c'est Hergeir qui négocia la paix, offrant à Anund 100 livres d'argent de la part des habitants de la ville. Anund tenta alors de convaincre les Danois de ne pas attaquer la ville, malgré sa promesse initiale, et suggéra de se référer aux dieux par un tirage au sort. Le tirage au sort suggéra que la volonté des dieux était d'épargner Birka, et à la place, la flotte danoise attaqua une ville slave.
Il n'est pas clairement établi si les rois de Hovgården étaient les rois de toute la Suède ou simplement des rois locaux. Par exemple, avant leur conflit, Björn co-régnait probablement avec son frère Anund, le premier résidant à Hovgården, le second à Gamla Uppsala. Plus tard dans Vita Anskarii, il est fait référence à un représentant suédois des « Dieux païens » (probablement un émissaire de Gamla Uppsala) qui mentionne à Birka, alors dirigé par le roi Olof, « votre ancien roi Erik », impliquant que ce roi n'était pas le leur. Des historiens suggèrent que l'aristocratie suione était en conflit ou en tout cas méfiante envers le roi de Birka. Une explication serait que le roi de Birka était issu d'une nouvelle dynastie (la dynastie de Munsö) d'origine gothe, tandis que l'aristocratie suione résidait toujours à Gamla Uppsala. Selon ce schéma, Fornsigtuna, fondée à la même époque que Birka, a été probablement établie en opposition à celle-ci, à un emplacement stratégique sur l'étroit chenal reliant Birka et Gamla Uppsala. Cette idée permet de rationaliser la description d'Adam de Brême qui décrit Birka comme « la ville des Goths située au milieu des territoires suiones ».
Si le roi exerçait une certaine autorité sur la ville depuis Hovgården, la ville avait une structure politique indépendante, avec une assemblée (Thing) et un préfet qui la dirigeait. À l'époque, chaque région (Folkland ou Hundred) avait son assemblée et ses lois ; ces lois favorisaient souvent les habitants de la région par rapport aux étrangers. Cette situation était peu souhaitable pour une ville dépendante du commerce et donc comptant une population étrangère importante ; de plus, Birka était située à la frontière de plusieurs provinces. La ville fut donc munie de sa propre assemblée et d'un texte de loi unique, appelée loi de Björkö ou Bjarkey qui, entre autres, garantissait la protection à tous les hommes libres quelle que soit leur provenance. Cette loi servit probablement de modèle pour de nombreuses villes marchandes en Scandinavie durant le Moyen Âge, qui prirent le nom de Birk et avaient leurs propres lois de Bjarkey. Cette loi est aussi probablement la prédécesseure des lois ou privilèges (en suédois Stadsprivilegier) qui définissent le statut des villes à partir du Moyen Âge en Suède. Pour cette raison, Birka est parfois considérée comme la première ville de Suède,.

### Déclin

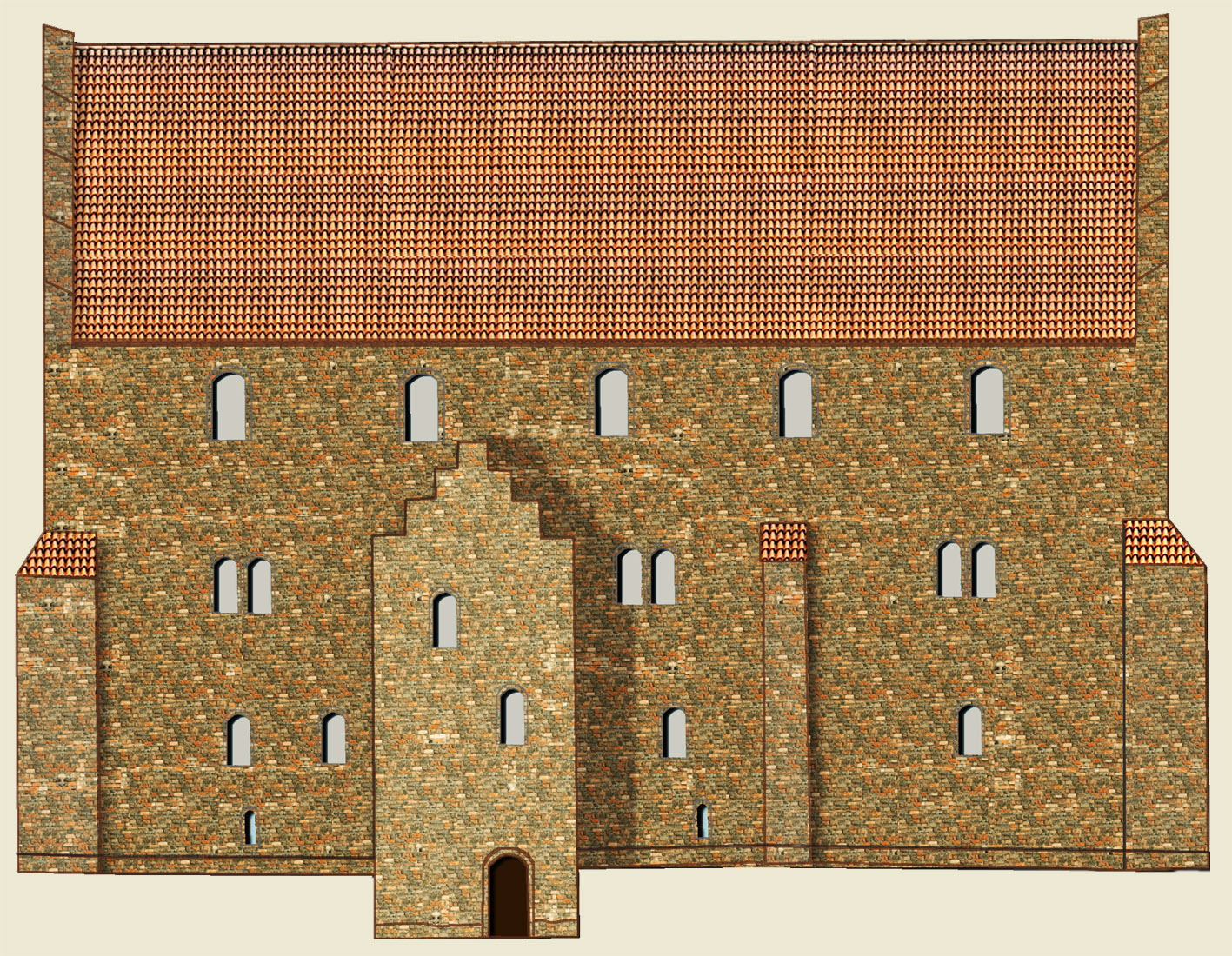
Reconstruction du palais Alsnö Hus, tel qu'il devait apparaître en 1280.

La ville de Birka connut un déclin subit. La date précise de ce brusque fléchissement peut être fixée autour de l'an 970 ; en effet, des pièces datant de 962 ont été retrouvées à Birka, mais le site n'a livré aucune pièce en provenance de la prolifique monnaie anglo-saxonne des années 980. Des habitants ont probablement continué à vivre à Birka jusque dans les années 1000, comme en témoignent des objets trouvés dans la partie centrale de la ville, mais l'ère de grandeur était certainement terminée. D'après Adam de Brême, l'évêque de Skara Adalvard le Jeune passa par Birka lors de son trajet vers Sigtuna dans les années 1060, afin de trouver la tombe de l'archevêque Unni, et trouva le site totalement abandonné.
Les causes de cet abandon ne sont pas certaines, et il s'agit probablement d'une combinaison de facteurs. L'une de ces raisons pourrait être le rebond post-glaciaire, qui changea la morphologie de la mer Baltique et ferma certains canaux importants pour la navigation depuis Birka, en particulier le passage de Södertälje. Il est aussi possible que Birka ait disparu à cause d'un affaiblissement du commerce avec l'Est, conséquence des assauts de Sviatoslav Ier dans la région de la Volga. En outre, le site de la Garnison, au sud de la ville, montre qu'une importante bataille eut lieu aux alentours de la date estimée de l'abandon de la ville, et que plusieurs bâtiments furent détruits durant cet assaut. Enfin, il est aussi plausible que la ville ait été simplement transférée vers Sigtuna, fondée autour de 980 et qui hérita du rôle de Birka comme centre du commerce dans la région du lac Mälar.
En revanche, il semblerait que Hovgården conserva son importance en tant que domaine royal même après l'abandon de Birka, comme en témoigne la pierre runique de Hovgården, érigée autour de 1070. L'église d'Adelsö fut construite non loin au XIIe siècle, et le domaine est mentionné dans une lettre de 1200 comme domaine royal (Mansionem Regiam Alsnu). Hovgården revient sur les devants de la scène politique suédoise avec la construction du palais Alsnö hus par Magnus III de Suède aux environs de 1270, probablement destiné à être une résidence d'été. Ce bâtiment constitué de briques, un nouveau matériau pour l'époque dans la région, a été construit sur le site même de l'ancien château viking. Ce palais fut un lieu important de l'histoire de Suède, avec par exemple l'ordonnance d'Alsnö (ou Statut d’Alsnö) en 1279 ou 1280, qui définit le statut de la noblesse suédoise. Il fut cependant détruit à la fin du XIVe siècle, peut-être incendié par les Vitaliens.

### Fouilles archéologiques et protection

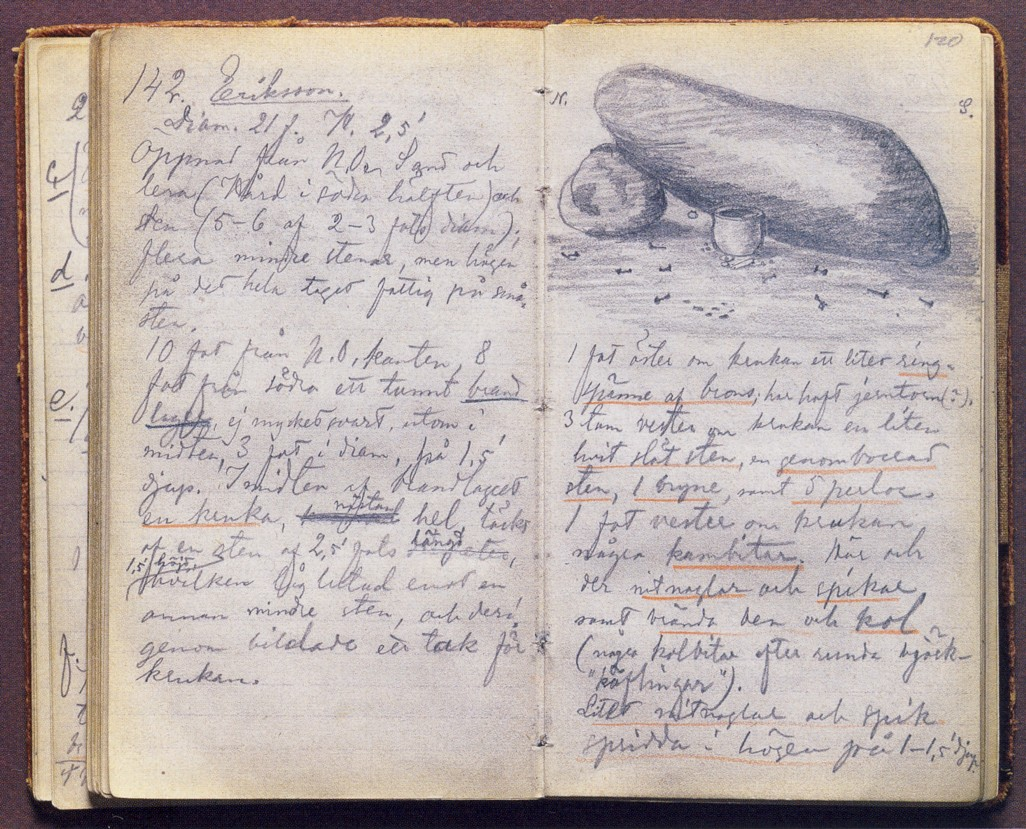
Page du journal de Hjalmar Stolpe décrivant les fouilles en 1875.

Après l'abandon de Birka et de Hovgården, ces deux sites sont essentiellement oubliés. Mais dans les années 1680, l'archéologue Johan Hadorph, qui étudiait les lois de Bjarkey, émit l'hypothèse que ces lois sont en rapport avec l'île de Björkö. Il organisa des fouilles, qui furent donc les premières fouilles de Birka, et ses trouvailles sont aujourd'hui encore exposées au musée historique de Stockholm. Il fallut attendre 1825 pour la reprise des fouilles par Alexander Seton, qui étudia plus précisément quelques tombes de Hemlanden, à l'est de la ville. En 1834, la croix d'Anschaire fut érigée pour célébrer la première visite de l'archevêque, ce qui prouve que les historiens de l'époque considéraient que Björkö était bien l'île de Birka mentionnée dans les textes de l'époque.
Les premières fouilles extensives se firent sous la direction de l'entomologiste Hjalmar Stolpe à partir de 1871. Il se rendit à Birka afin de trouver de l'ambre, des insectes y étant parfois piégés. En cherchant l'ambre, il identifia les Terres Noires et comprit qu'il s'agissait du site de la ville viking ; il entreprit donc des fouilles archéologiques. Il étudia près de 20 ans Birka, en particulier les Terres Noires et les tombes de Hemlanden, et fit découvrir le site au reste du monde en 1874, lorsque le site accueillit un congrès international d'archéologie. Il déterra une telle quantité d'objets qu'il n'eut jamais le temps de tous les analyser.
La fin de ses recherches correspond aussi à un élan de la société suédoise pour la protection de son héritage, et ainsi, peu après la création des premiers parcs nationaux du pays (en 1909), l'État acheta une grande partie de Björkö entre 1912 et 1914 pour protéger le site pour la postérité. L'île de Björkö subit alors les mêmes excès que les parcs nationaux : l'idéal de l'époque était l'absence d'intervention humaine, et donc la végétation se développa à tel point que le site devint impossible d'accès. Durant cette période, c'est le site de Hovgården qui fut l'objet des principales recherches, avec les travaux de Bengt Thordeman entre 1916 et 1920 au palais d'Alsnö hus. Les travaux de Bengt indiquèrent l'existence d'un site viking autour de l'emplacement du palais médiéval. En parallèle, Hanna Rydh étudia les tombes du site de Hovgården.

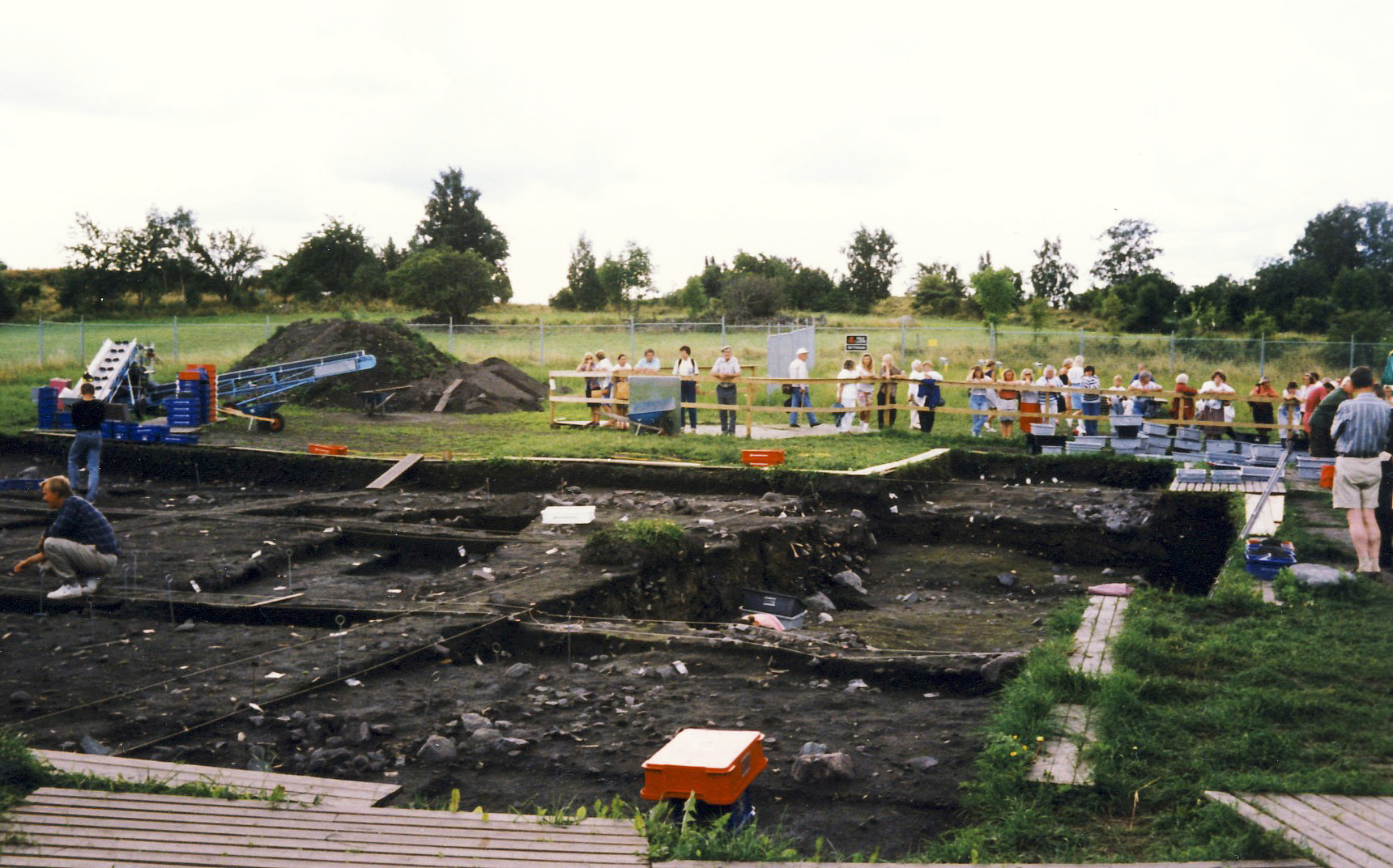
Fouilles dans les Terres Noires en 1991.

La situation à Birka changea en 1931, avec une restauration active du site, incluant en particulier un programme de pâture pour contrôler la végétation. À la même époque, Holger Arbman effectua quelques fouilles au niveau du mur d'enceinte, ainsi qu'entre les Terres Noires et le fort, découvrant le site de la Garnison ; mais surtout il reprit l'analyse des objets issus des fouilles de Hjalmar et publia son analyse au début des années 1940 dans une publication en deux volumes : Birka I. Il ne put pas compléter l'inventaire ; la suite fut accomplie par sa successeure Greta Arwidsson qui publia Birka II en trois volumes entre 1984 et 1988. Holger Arbman mena aussi quelques fouilles à Hovgården en 1966 afin de localiser plus précisément les restes du bâtiment viking. Entre 1969 et 1971, des fouilles mineures confirmèrent l'existence d'un port de l'époque viking. Depuis les années 1970, les recherches sont plus régulières et, si la plupart étaient initialement concentrées sur les Terres Noires et les tombes, depuis 1999 elles se sont étendues aux structures militaires et en particulier le fort et la Garnison. Entre 1992 et 1994, une nouvelle salve de recherches archéologiques fut menée à Hovgården et localisa précisément les ruines vikings, ainsi que les ports vikings et médiévaux.
Enfin, en 1993, la protection du site fut renforcée grâce à son inscription au patrimoine mondial de l'UNESCO d'après les critères (iii) et (iv) avec les justifications suivantes :

« Critère iii: L'ensemble de Birka-Hovgarden apporte un témoignage exceptionnellement bien préservé sur le réseau commercial très développé des Vikings pendant les deux siècles de leur phénoménale expansion économique et politique. »

« Critère iv: Birka est l'un des exemples les plus complets et les mieux préservés d'une ville commerçante Viking entre les VIIIe siècle  et Xe siècle. »

## Site archéologique

Carte de Birka.

La ville de Birka fut abandonnée soudainement à la fin du Xe siècle, et n'a subi depuis qu'une influence humaine limitée, principalement via l'agriculture, ce qui explique le bon état de conservation du site archéologique.

### Terres Noires
Le cœur du site archéologique de Birka est la partie nommée « Les Terres Noires » (Svarta Jorden), correspondant à la principale zone habitée à l'époque viking. Le nom « terres noires » désigne une strate archéologique riche en matière organique, et donc apparaissant souvent sombre, qui indique une zone peuplée pendant une longue période. Dans le cas de Birka, cette couche fait jusqu'à 2 m d'épaisseur et couvre environ 7 ha délimités à l'est par le mur d'enceinte et à l'ouest par la ligne de côte de l'époque. Outre la couleur, le phosphore est un indice d'une occupation prolongée. La concentration en phosphore des terres noires est en effet bien plus importante que les terrains alentour ; cependant cette mesure indique que la zone habitée s'étale au-delà du mur vers le nord-est, sur une superficie de 13 ha. La présence de zones habitées à l'extérieur du mur indique peut-être un changement dans la taille ou la position de la ville, qui se serait étendue initialement plus à l'est mais aurait été déplacée ou rétrécie vers l'ouest avant la construction de la muraille. La partie supérieure des Terres Noires a été en partie endommagée par l'agriculture qui a été menée sur l'île depuis l'abandon de la ville.

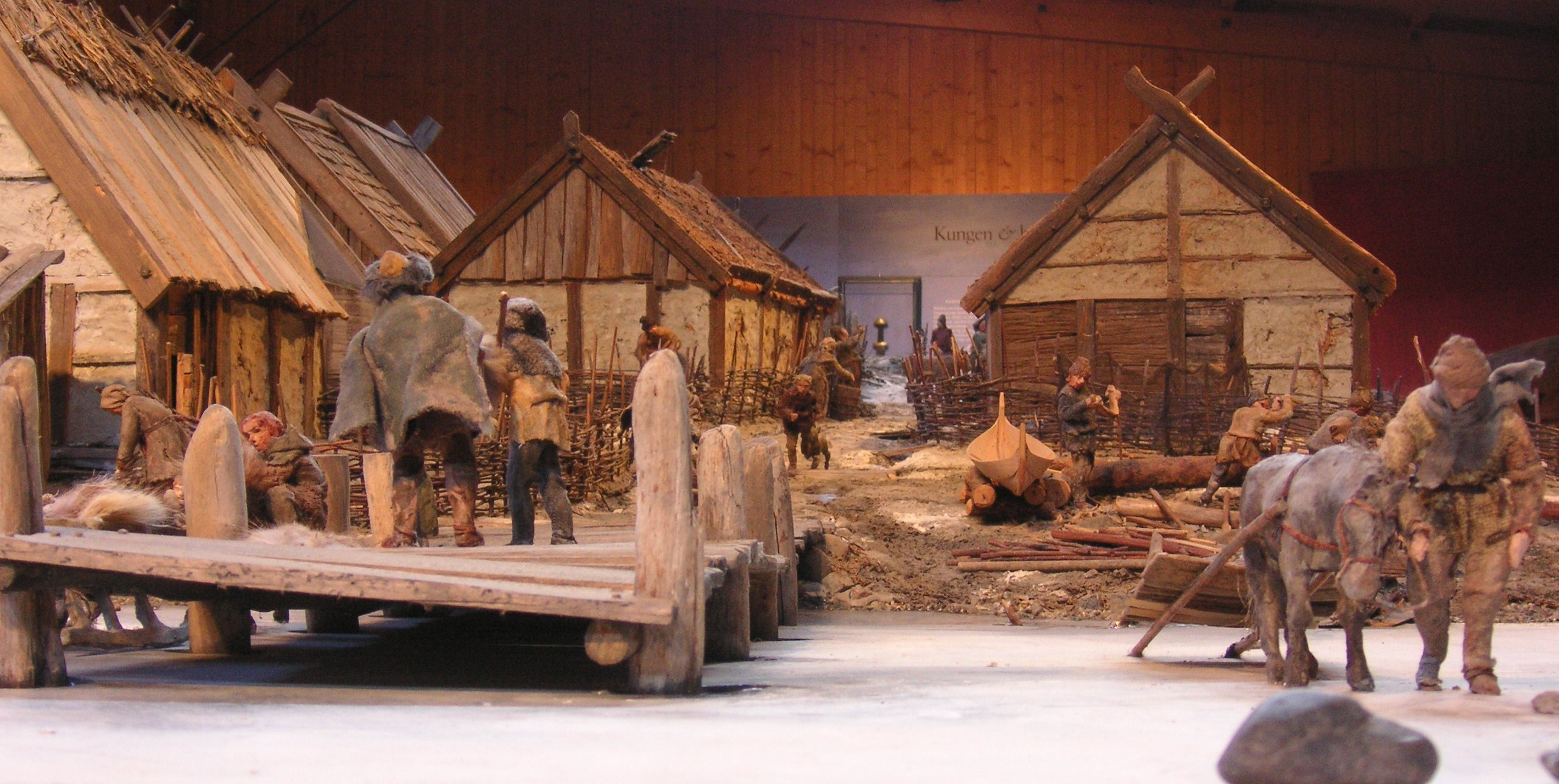
Maquette de Birka dans le musée du site.

Les fouilles dans les Terres Noires ont donné énormément d'informations sur l'organisation de la ville, ainsi que sur ses habitants. Birka était formée de parcelles délimitées par des rues avec fossés, chaque parcelle avait typiquement une ou deux maisons et des bâtiments annexes utilisés comme ateliers ou boutiques, une grande partie des habitants étant marchands et/ou artisans. Les bâtiments étaient typiquement des maisons à colombages, avec des murs en torchis et des toits de chaume, bois ou tourbe.
Le haut pH ainsi que la forte concentration en phosphore offrent un milieu idéal pour la conservation des métaux. Ainsi, un très grand nombre d'objets en bronze ou en fer ont été trouvés dans les Terres Noires, ainsi qu'une grande quantité de pièces, en particulier des pièces d'origine arabe, confirmant l'importance du commerce avec l'Est. Les fouilles ont aussi révélé de nombreux objets en verre, céramique, os et même des tissus, révélant la nature des objets produits et échangés dans le commerce de la ville, et aussi les objets de la vie quotidienne de la société scandinave,. L'archéologie renseigne même sur les habitudes alimentaires de l'époque, avec par exemple la découverte d'une grande quantité d'ossements de bœuf, cochons, moutons, chèvres, ainsi que diverses espèces d'oiseaux et de poissons prouvant qu'ils étaient consommés régulièrement.

### Ports

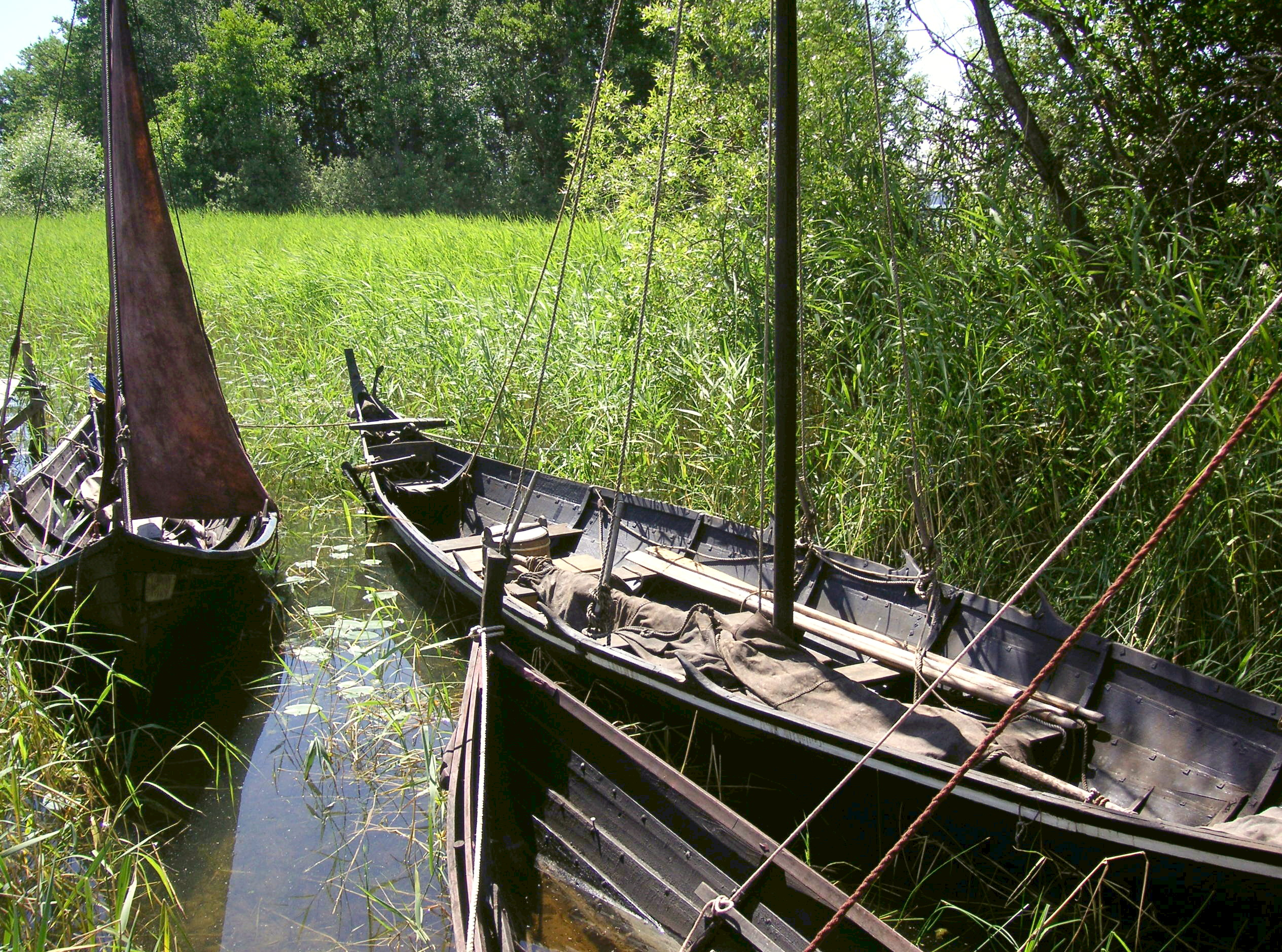
Reconstitutions de bateaux vikings à Birka.

Birka étant situé sur une île et étant destinée au commerce, les ports avaient une importance capitale. L'ouest de la ville était délimité par la mer, formant une baie peu profonde qui était très certainement utilisée comme site de mouillage. En outre, deux sites ont conservé leur nom en hamn indiquant des ports : Kugghamn, à l'extrémité nord du mur et Korshamn, un peu plus à l'est,. Kugghamn est peut-être une référence au cogue, un type de bateau utilisé par exemple par les Frisons, et qui avait un fort tirant comparé aux bateaux vikings et donc nécessitait un port plus profond. Finalement, il est possible qu'il existât un autre port dans la baie Salviksgropen encore plus à l'est.
Du fait du faible tirant d'eau des bateaux vikings, il était initialement supposé que les bateaux n'avaient pas besoin de quai. En réalité, les bateaux de l'époque avaient des tailles diverses, et les plus grands nécessitaient probablement des structures particulières. Lors des fouilles de 1969-1971, un quai a été découvert près des Terres Noires, constitué d'un tas de pierres grossières d'une dimension totale de 3 m × 10 m, ainsi que des vestiges de poteaux en bois. De tels quais ont été découverts depuis dans plusieurs autres sites nordiques de l'époque. D'autres structures rectangulaires en pierre ont été découvertes à Kugghamn et Korshamn et sont probablement des quais du même type.

### Installations de défense

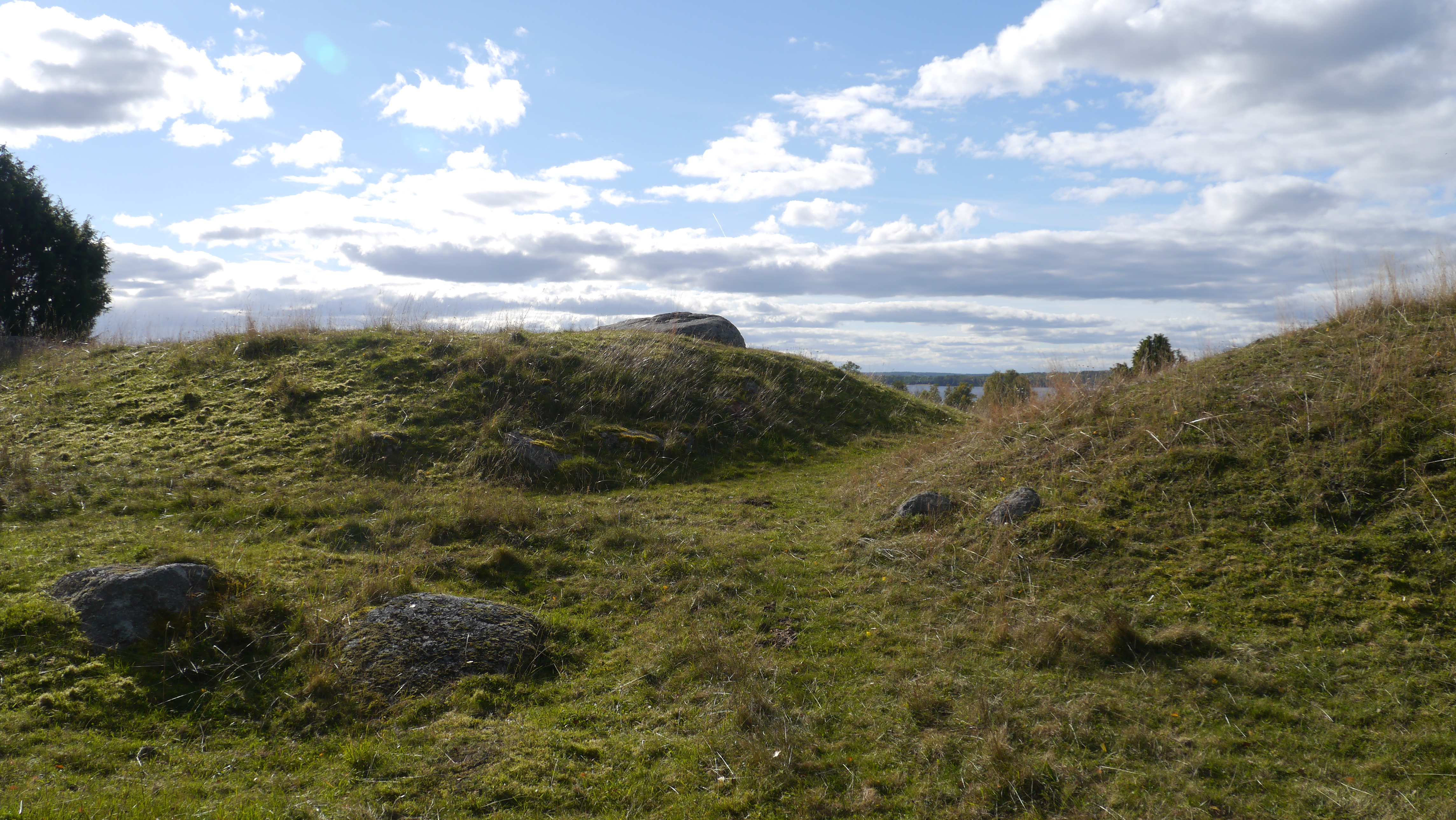
Une des « portes » dans les ruines du mur d'enceinte de Birka.

Birka possédait plusieurs installations défensives, qui ont été construites à différentes périodes de l'histoire de la ville.
La proto-ville était entourée d'un mur d'enceinte semi-circulaire, la partie ouest de la ville étant en contact direct avec la mer Baltique. Les restes de ce mur sont encore partiellement visibles de nos jours, couvrant une longueur de 450 m, mais il continuait initialement vers le sud jusqu'au fort, pour une longueur totale estimée à 700 m. La partie manquante a été probablement détruite par l'agriculture. Ce mur était un mur creux, c'est-à-dire constitué de deux couches parallèles en pierre et d'une partie intermédiaire remplie de terre et de tourbe. Il est probable qu'il était surmonté de palissades en bois, ainsi que de tours en bois au niveau des portes. En plusieurs points, des monticules funéraires plus anciens sont incorporés à l'édifice. La construction a eu lieu en plusieurs étapes, mais certainement après l'an 900, et une section peut être même datée plus précisément après 925 compte tenu du fait qu'une pièce de cette année fut trouvée en dessous. Il est probable qu'un mur existait déjà auparavant, mais fut détruit et reconstruit pour s'adapter à la taille croissante de la ville. La fonction du mur a probablement aussi évolué avec le temps, initialement presque administrative pour devenir plus défensive durant le Xe siècle, indiquant peut-être une augmentation des menaces à cette époque.
Sur une île comme Birka, la principale menace provenait de la mer. Pour y faire face, le mur était prolongé dans la mer par une structure en bois protégeant la baie et le port à l'ouest de la ville. Ce genre de protection consiste en général en des poteaux en bois verticaux plantés dans la baie, et pouvant en certains points être ouverts ou fermés par des portes flottantes, contrôlant l'accès au port. Certains de ces rondins peuvent encore être vus lorsque le niveau du lac est bas.

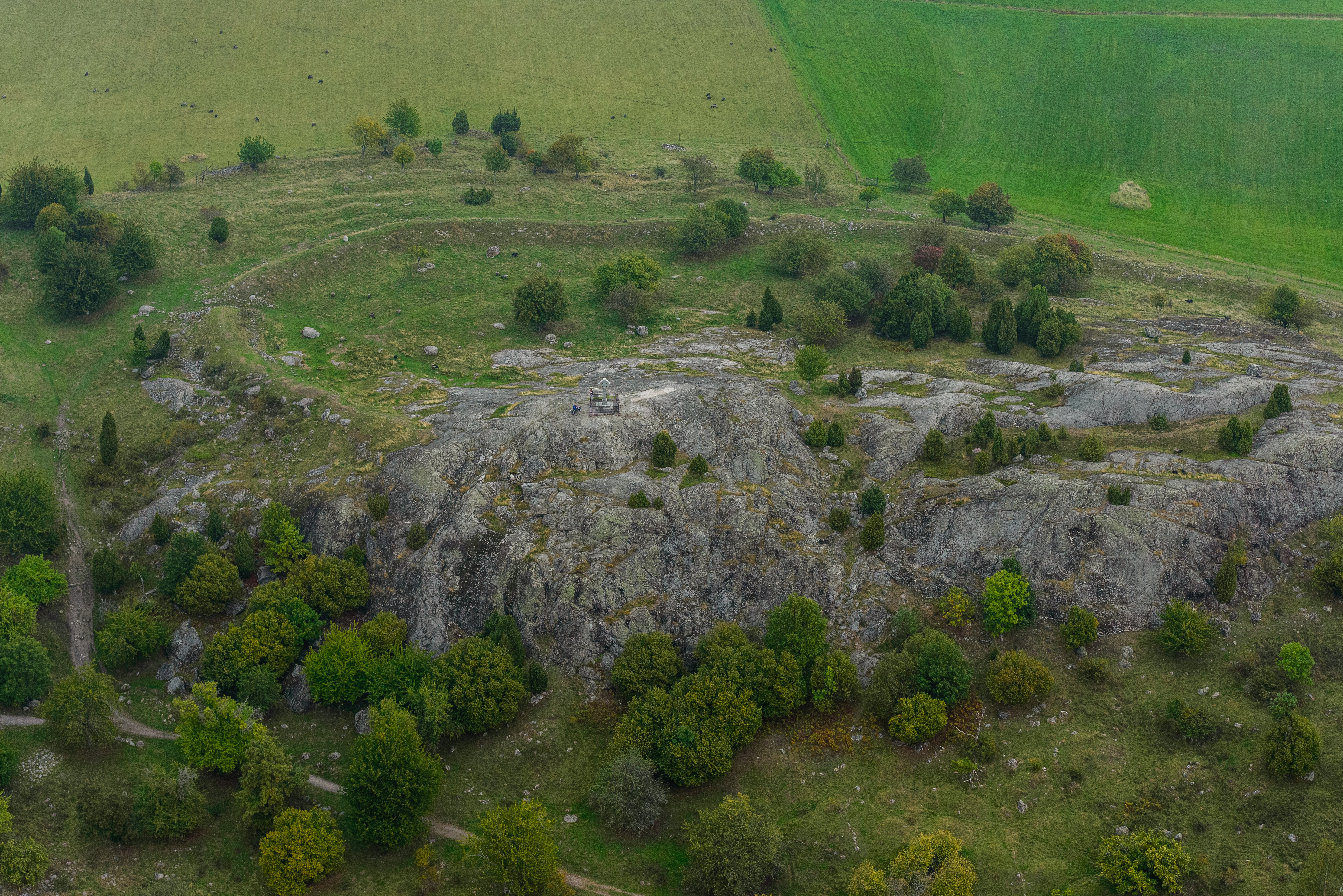
Le fort vu depuis l'ouest. On distingue nettement la falaise au premier plan et les ruines du rempart semi-circulaire.

Vita Anskarii nous indique que lors de l'attaque d'Anund, les marchands et les habitants se réfugièrent dans un fort situé à proximité de la ville. C'est probablement celui situé au sud de la ville, sur le point culminant de l'île. Ce bâtiment, appelé « le fort » (Borgen), est une colline fortifiée, un type de fortification situé sur un promontoire naturel très commun en Europe à partir de l'âge du bronze. Dans la région du lac Mälar, on trouve environ 500 collines fortifiées, datant surtout de l'époque des invasions barbares, offrant protection en cette ère d'instabilité. Cependant, ce type de fort devint très rare à l'âge des Vikings, et celui de Birka peut ainsi être vu comme une transition entre les forts traditionnels de l'âge du fer germanique et les châteaux médiévaux, et est probablement inspiré des structures défensives du reste de l'Europe, tels que les ringfort. C'est l'un des bâtiments les plus massifs que l'on connaisse de cette époque en Suède. Aujourd'hui encore, c'est l'une des structures les plus visibles de Birka, avec un rempart semi-circulaire de 350 m de long, 2 à 3 m de haut et de 7 à 8 m d'épaisseur. Le rempart est interrompu dans la partie ouest, la colline formant une falaise qui à l'époque viking donnait directement sur la mer et offrait une protection suffisante. En 1996, une section du mur fut analysée et révéla qu'il s'agit aussi d'un mur creux et qu'il était surmonté d'un parapet ou de créneaux en bois. La date de construction du fort semble coïncider avec la fondation de la ville, mais on distingue deux phases : le rempart initial brûla au début du IXe siècle et le rempart dit « tardif », de construction plus robuste, subit plusieurs incendies entre la fin du Xe siècle et le début du XIe siècle. À l'instar du mur d'enceinte de la ville, le mur tardif fut construit sur quelques monticules funéraires, dont en particulier une tombe particulièrement massive, qui était probablement visible de loin, contenant un homme et son cheval et datée du milieu du VIIIe siècle c'est-à-dire très proche de la date estimée de fondation de Birka. Tout semble indiquer une personne de haute importance, faisant partie des familles ayant fondé la ville.

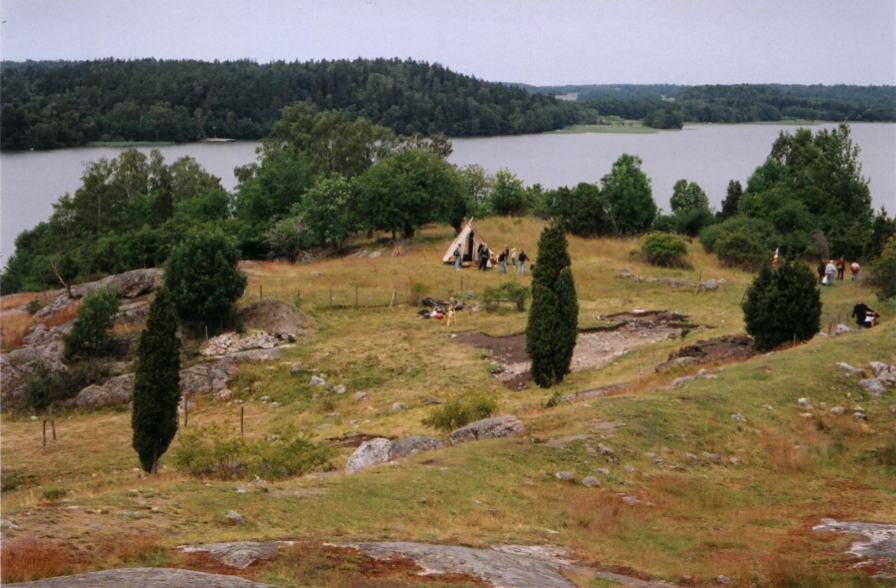
Fouilles de la Garnison en 2004.

La partie nord du mur est percée de deux ouvertures, probablement des portes d'accès vers la ville. La porte nord-ouest mène à une série de quatre terrasses servant à compenser la forte pente entre le fort et le lac,,. Cette zone était potentiellement un point faible dans la défense de la ville, car elle forme une vallée entre deux collines, permettant l'accès à la ville depuis la mer. Elle fut appelée « la Garnison » (Garnisonen) lors des fouilles des années 1930, du fait de la présence d'une grande quantité d'armes et de l'absence d'objets typiquement associés à une présence féminine. Des fouilles plus récentes indiquent que ces terrasses comprenaient plusieurs bâtiments datant du début du IXe siècle à la fin de l'occupation de la ville, entourés de palissades. Des bâtiments étaient probablement des habitations et une forge, mais le bâtiment le plus notable est « le hall des guerriers » (Krigarnas hus), datant de la seconde moitié du Xe siècle,. Situé sur la plus vaste des terrasses se tenait en effet ce hall de 19 m de long et 9,5 m de large, rappelant le grand hall de Gamla Uppsala. Les murs extérieurs étaient doubles, offrant ainsi une bonne isolation, avec un mur extérieur en colombages et un mur intérieur en torchis. Le toit était de plus soutenu par deux rangées de piliers, et l'intérieur était probablement séparé en deux pièces distinctes avec un foyer chacune. La partie nord-ouest était probablement le siège d'honneur, comme l'indiquent les objets révélant un haut statut social trouvés dans cette section du hall. Le hall semble aussi avoir été un lieu de sacrifices d'animaux ou d'objets, probablement en l'honneur d'Odin,. Un grand nombre de coffres et serrures fut découvert, mais surtout des armes et armures de toutes sortes, avec en particulier souvent des influences orientales marquées. Ce bâtiment et le reste de la Garnison semblent avoir été brûlés vers la fin du Xe siècle, et une grande quantité d'armes est éparpillée autour du site, ce qui indique qu'un affrontement violent a probablement eu lieu à cette époque avec un ennemi en provenance de la mer,. Cette bataille est peut-être l'une des raisons de l'abandon de Birka, même si ce lien n'est pas fermement établi.

### Tombes

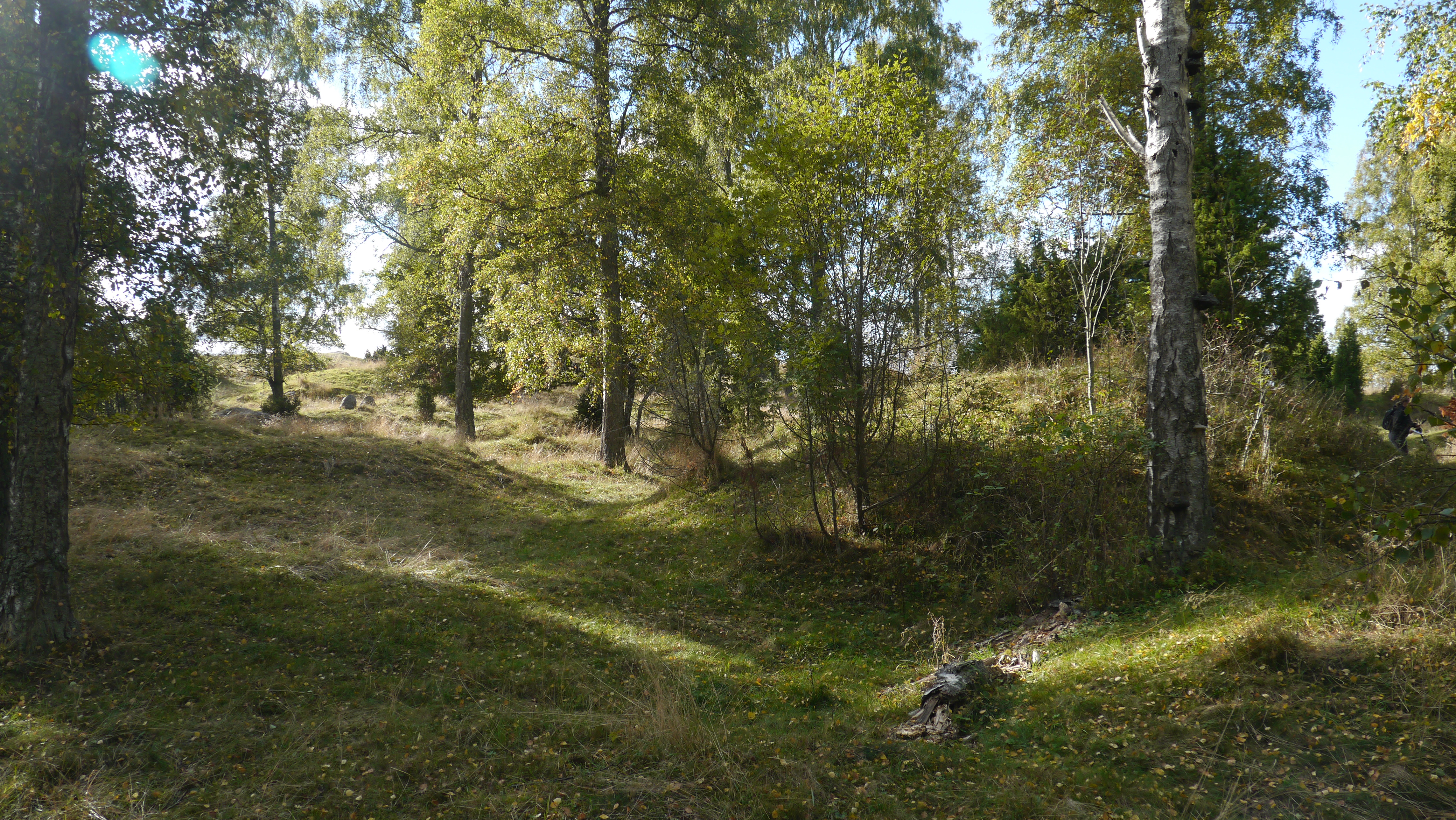
Les tumuli funéraires de Hemlanden sont souvent très proches les uns des autres.

L'île de Björkö comprend au moins 2 500 tombes réparties sur différents sites. Le plus vaste est le site de Hemlanden situé au nord-est des Terres Noires, avec 1 600 sépultures, ce qui en fait l'un des plus importants cimetières proto-historiques de Scandinavie,. En outre, on trouve un important site au sud du fort à Bjorgs Hage et Kvarnbacka, comptant environ 400 tombes et un autre entre le fort et les Terres Noires. Seulement 1 100 tombes environ ont été étudiées, et elles révèlent parfois la présence de plus d'une personne par tombe, il est donc difficile de savoir le nombre exact de personnes enterrées sur l'île.
Ces tombes diffèrent parfois fortement les unes des autres, et offrent un grand nombre de renseignements sur la société et les habitants de Birka. La forme d'enterrement la plus traditionnelle pour les populations scandinaves à l'époque viking, caractéristique des rites de la religion scandinave, était la crémation, avec les cendres placées sous des tumulus, ou plus rarement sous des formations en pierre, tels que des bateaux de pierre ou des cairns triangulaires (Treudd). Cependant, une proportion importante des tombes contient des squelettes entiers, ce qui implique souvent une population locale convertie à la religion chrétienne, ou une population étrangère enterrée selon ses coutumes. Enfin, Birka compte plusieurs tombes à chambre, où le corps et différents objets se trouvent dans une chambre en bois, souvent recouvert d'un grand tumulus. Ce type de tombes était probablement réservé aux personnes riches ou de haut statut social. 111 d'entre elles ont été découvertes et fouillées, ce qui est une concentration très inhabituelle pour la Suède, et reflète probablement une influence du reste de l'Europe. Beaucoup de ces tombes contiennent un couple, et en général, la répartition des sexes est très égale.

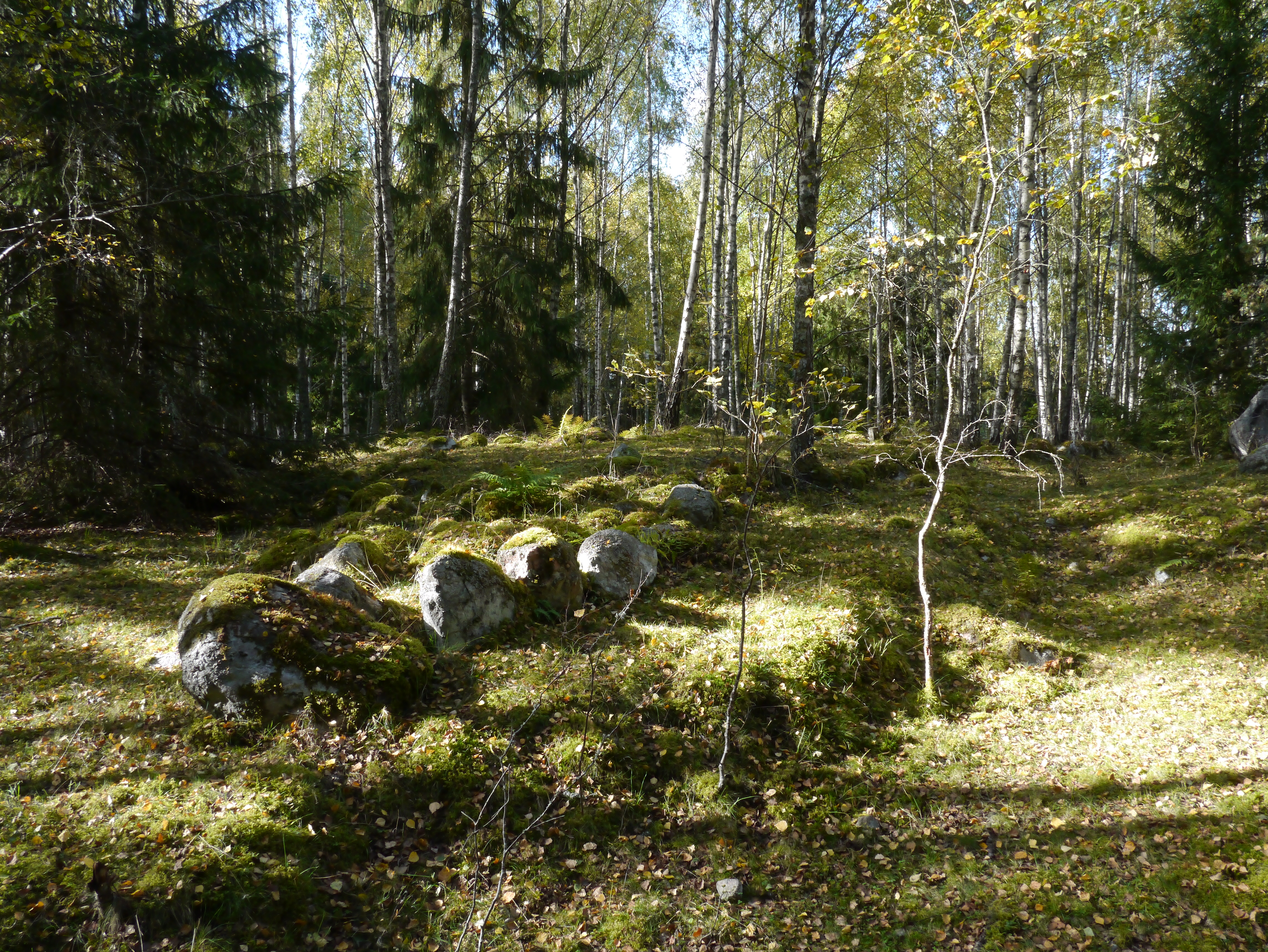
Bateau de pierre dans le cimetière de Kärrbacka, au sud-est de Björkö by.

Les différents types de tombes ne sont pas répartis uniformément dans les différents sites, avec par exemple les crémations surtout à Hemlanden et au sud du fort, tandis que les corps non brûlés et/ou les tombes à chambres sont surtout près du mur d'enceinte à Hemlanden et entre le fort et les Terres Noires. De même l'âge des sépultures est non uniforme, avec les plus anciennes typiquement au sud du fort, tandis que les plus récentes (Xe siècle) sont à Hemlanden.
Si le type de tombe renseigne sur la religion ou le statut social, la plus importante source d'information pour les archéologues est leur contenu. Premièrement, lorsque les corps ne sont pas brûlés, il est possible de trouver des traces de vêtements. Les vêtements trouvés dans les tombes de Birka sont souvent en laine ou en lin avec des attaches ou des broches en bronze Plusieurs tombes contiennent même des fragments en soie, Birka étant l'une des plus importantes concentrations de soie de l'âge des Vikings. Deuxièmement, en plus des corps ou des cendres, les tombes contiennent souvent des objets, reflétant le statut ou la profession du défunt. C'est tout particulièrement le cas pour les tombes à chambres, qui si elles ne représentent que 10 % des tombes étudiées, concentrent plus de la moitié de la valeur totale des objets. On peut ainsi trouver des armes, des bijoux, et autres objets de luxe et il n'est pas rare que des chevaux y soient enterrés. C'est justement dans une de ces tombes à chambres (la tombe Bj 581) qu'a été découverte une des principales preuves de l'existence de femmes guerrières vikings de haut rang, lorsqu'en 2017, le squelette dans la tombe a été prouvé par génétique être celui d'une femme. La tombe avait déjà été analysée par Hjalmar Stolpe, mais malgré la silhouette féminine du squelette, les archéologues supposaient jusque-là qu'il s'agissait d'un homme du fait des nombreux objets militaires et symbolisant la stratégie que contenait la tombe.

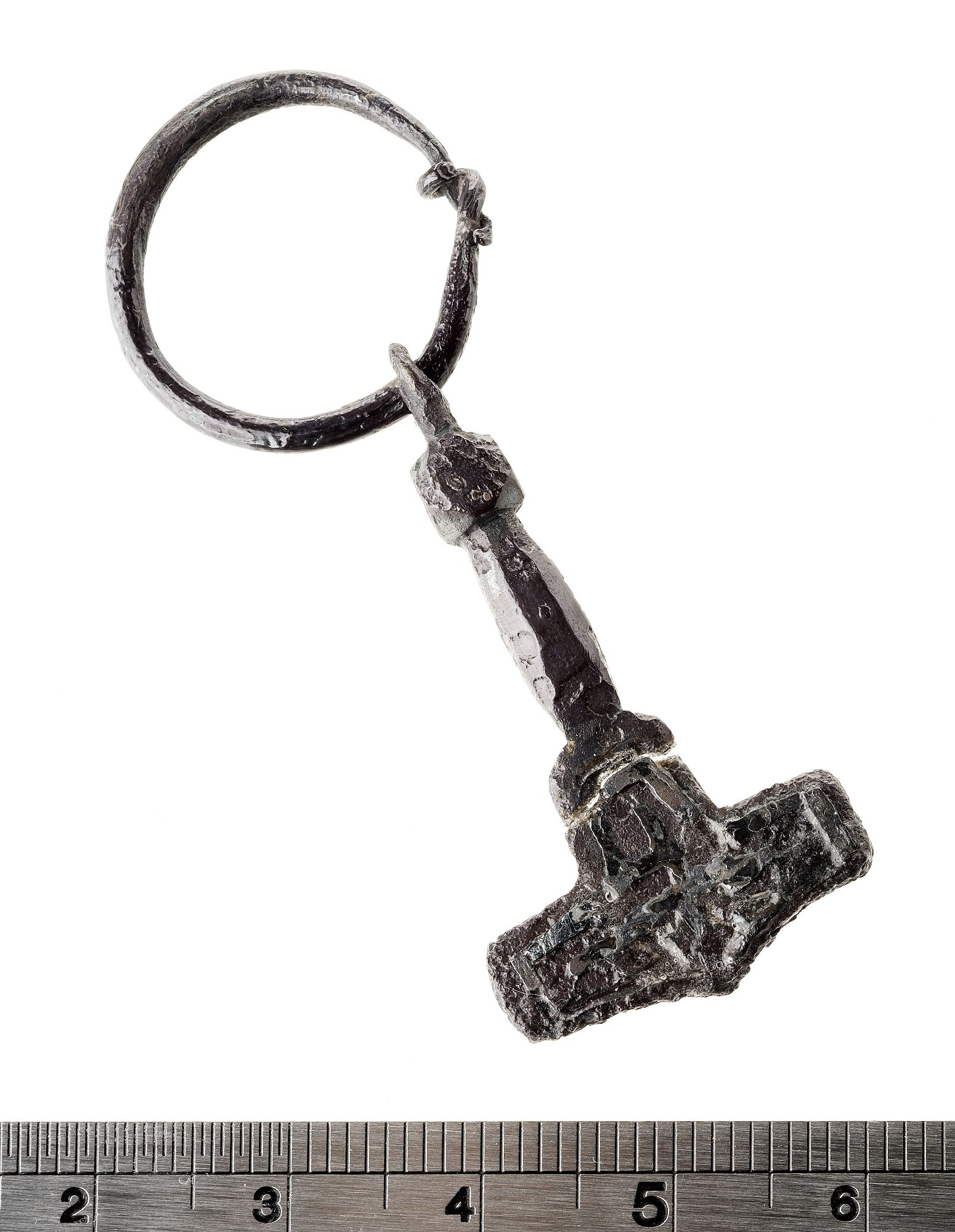
Pendentif Mjöllnir trouvé dans une tombe à chambre de Hemlanden.
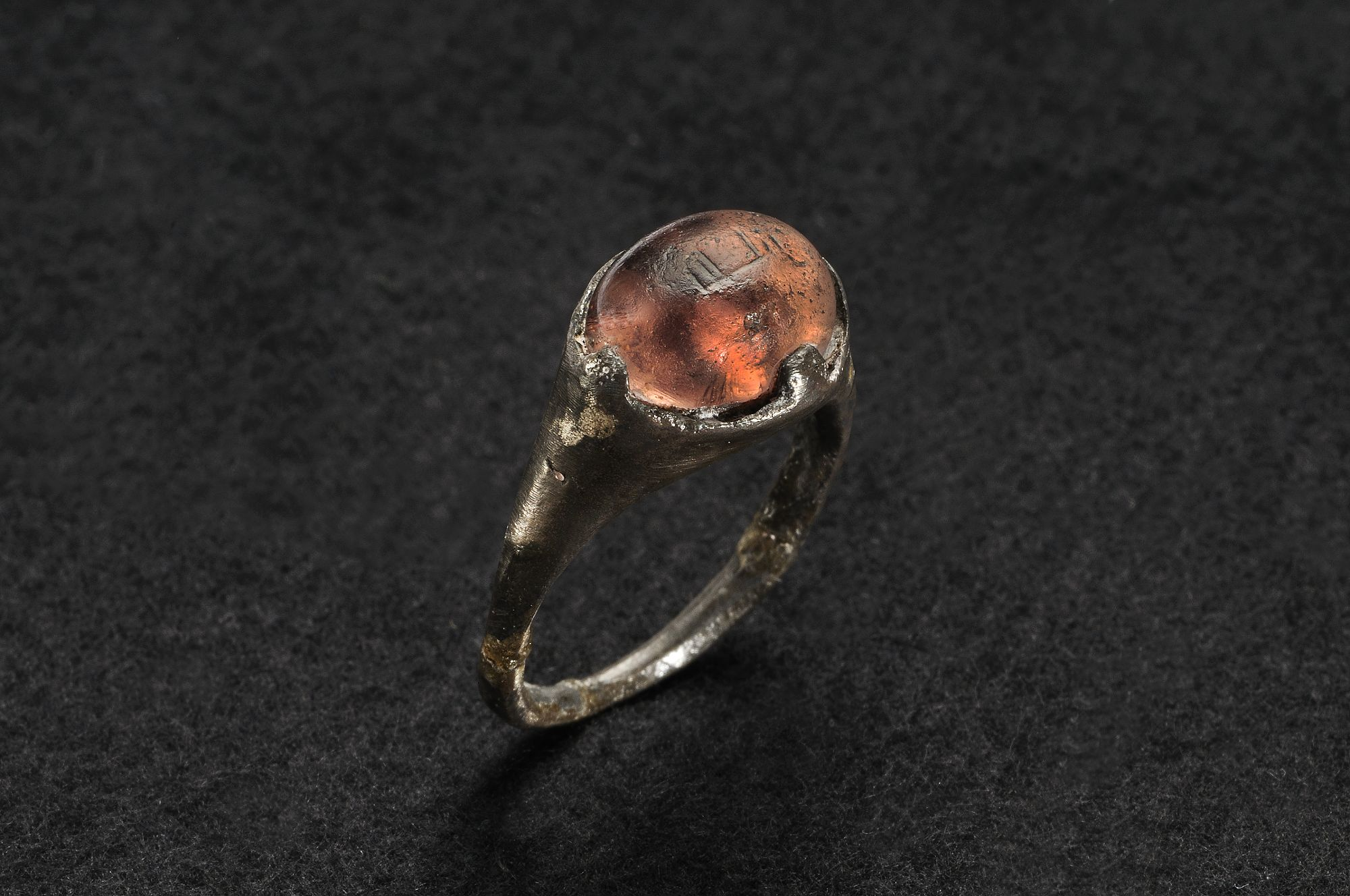
Bague avec une inscription coufique signifiant « Allah », trouvé dans une tombe au nord du Fort, montrant les contacts de Birka avec la civilisation musulmane.
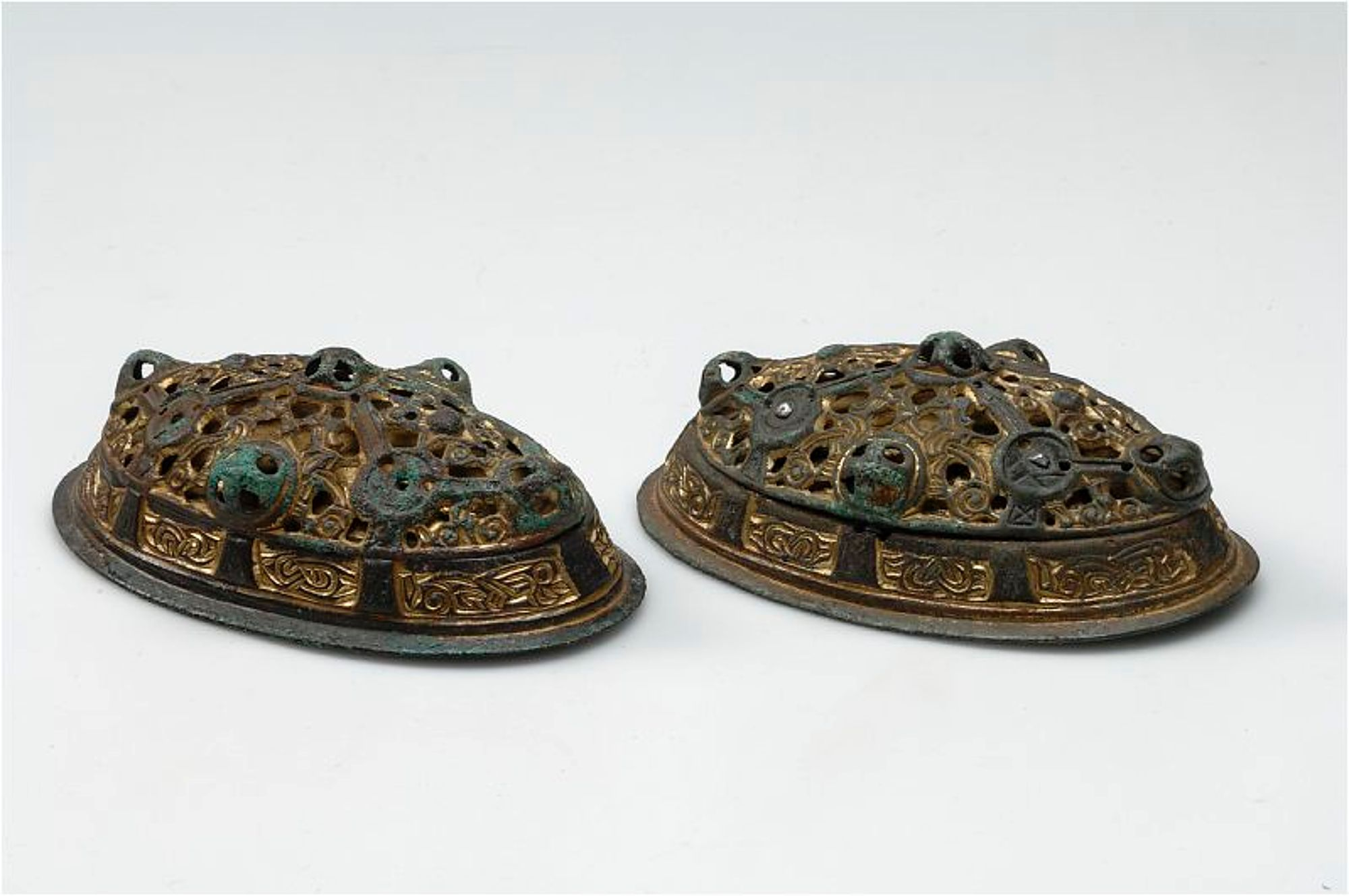
Broches tortues, trouvées dans une tombe de Hemlanden.
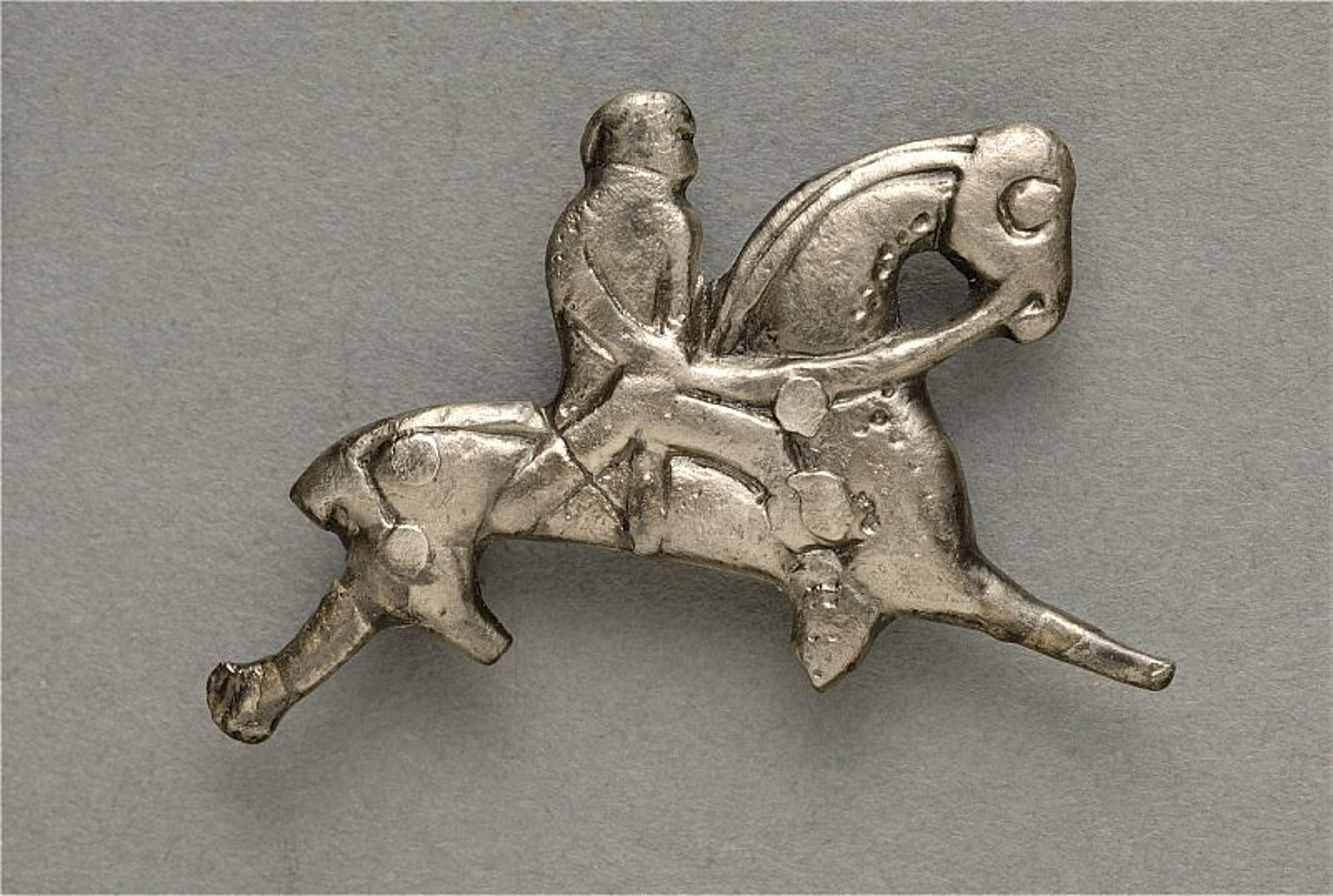
Attaches de vêtement en argent en forme de cavalier trouvé dans une tombe à chambre sous le mur de Birka.

### Hovgården

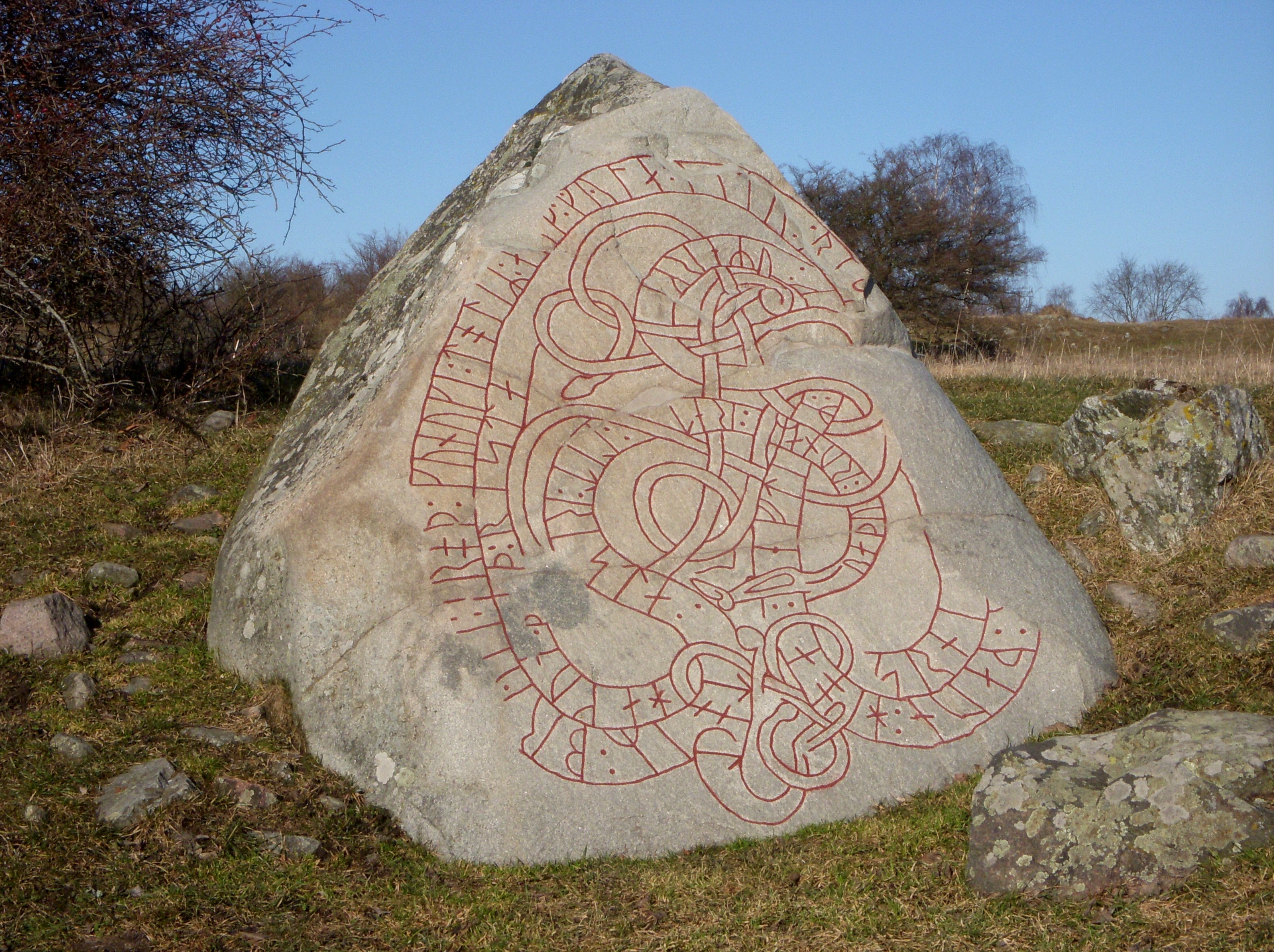
Pierre runique de Hovgården, U11. Cette pierre était très endommagée, la peinture initiale disparue et les inscriptions étaient à peine visibles. La peinture rouge a été ajoutée pour la visibilité.

Si Birka a conservé l'essentiel de son héritage viking du fait de son abandon au Xe siècle, ce n'est pas le cas de Hovgården, le site étant toujours utilisé durant le Moyen Âge. Cette zone a aussi reçu moins d'attention de la part des archéologues, avec seulement trois séries de fouilles : en 1916-1920, en 1966 et en 1992-1994.
L'histoire du site s'étale sur plusieurs siècles. Les vestiges les plus anciens sont un ensemble de tombes au nord-ouest, dont les plus anciennes remontent au XIIe siècle indiquant que la zone était habitée avant la fondation de Birka. Mais le site subit une transformation importante au VIIIe siècle en devenant le centre du pouvoir royal dans la région. Les traces les plus évidentes de l'ère viking sont les énormes tumuli situés au nord de l'église. Trois d'entre eux, appelés « tumuli royaux » (kungshögar), rappellent fortement ceux de Gamla Uppsala, le plus grand mesurant 45 m de diamètre et 5 à 6 m de haut,. Il est traditionnellement supposé que ces tumuli sont les tombes des rois de Birka, mais n'ayant pas été analysés, la date de leur érection est inconnue et certains historiens supposent qu'elles pourraient être plus anciennes,. Un peu plus à l'ouest se trouve un autre tumulus lui aussi très grand (25 m de diamètre) mais plus plat, qui était probablement le lieu où se tenait l'assemblée (Thing) d'où son nom « tumulus de l'assemblée » (tingshög). Enfin, un peu plus au nord se trouve le tumulus de Skopintull, le seul de Hovgården qui fut analysé (en 1917), et daté du début du Xe siècle. Il contient les restes d'un homme et d'une femme, tous deux ayant subi une crémation dans un bateau, ainsi que plusieurs animaux, dont des chiens et des chevaux et surtout une grande quantité d'objets de valeur, le tout indiquant un très haut statut social et une grande richesse.

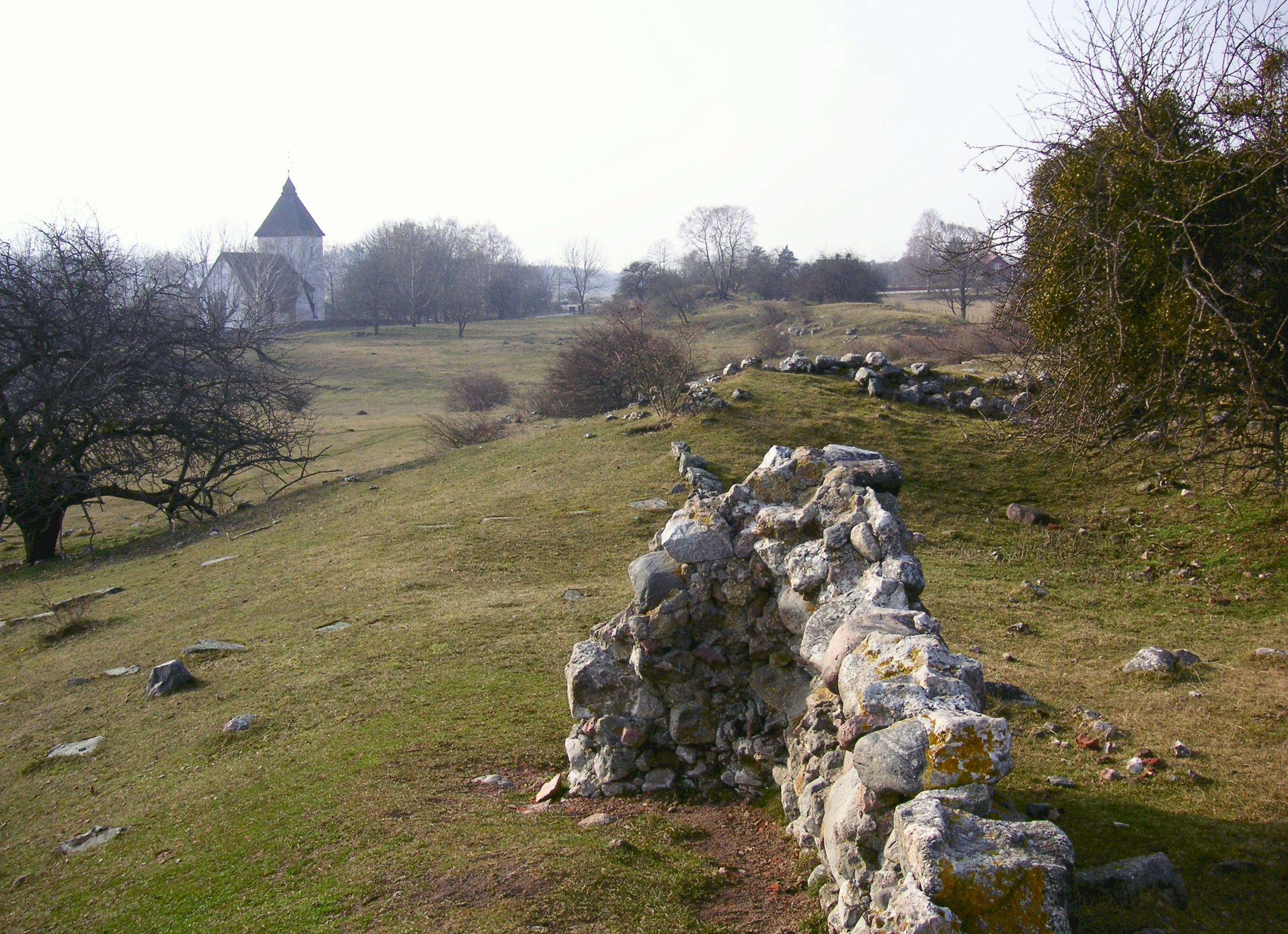
Les ruines d'Alsnö Hus au premier plan, et l'église d'Adelsö en arrière-plan.

Hovgården étant supposé être le domaine royal associé à Birka, une grande partie des recherches archéologiques avait pour but de trouver les restes de la résidence royale de l'époque. Il fallut attendre les excavations de 1991-1994 pour y parvenir, avec la découverte des traces d'un bâtiment viking, immédiatement à l'est et partiellement recouvertes par les ruines d'Alsnö Hus. Ce bâtiment présente des fortes similarités avec le grand hall de la Garnison et était situé sur une petite butte surplombant la baie lui offrant une vue directe sur Birka. Entre l'église et Alsnö Hus se trouve une dépression qui formait une baie à l'époque viking ; cette zone fut aussi analysée durant les fouilles des années 1990, ce qui révéla qu'il s'agissait du port viking, avec un quai en pierre d'environ 30 à 40 m de long sur sa partie est, mais aussi un bâtiment juste à côté interprété comme un atelier, peut-être utilisé par un orfèvre. Non loin du port se trouve la pierre runique de Hovgården, datée des années 1070, qui a la particularité de mentionner le roi, ce qui est interprété comme une preuve que la résidence royale était toujours active malgré l'abandon de Birka.
Enfin, la majeure partie des structures visibles aujourd'hui datent du Moyen Âge, avec par exemple l'église d'Adelsö datant du XIIe siècle, et les restes du palais Alsnö hus, datant du XIIIe siècle. Il s'agissait d'un bâtiment rectangulaire de 30 × 13,5 m, constitué d'un niveau partiellement souterrain en pierre, tandis que la partie au-dessus du niveau du sol était construite en briques. La partie visible du bâtiment avait probablement deux étages, le rez-de-chaussée constitué d'une cuisine et d'une autre pièce, tandis que l'étage supérieur était un grand hall, qui était probablement la salle où le roi recevait ses invités. Des vestiges de deux petits bâtiments furent aussi trouvées à proximité directe du palais, l'un probablement construit à la même époque, l'autre un peu plus ancien. Les restes du port médiéval furent aussi découverts, juste en aval du port viking, formant de nos jours encore une baie.

## Gestion et protection

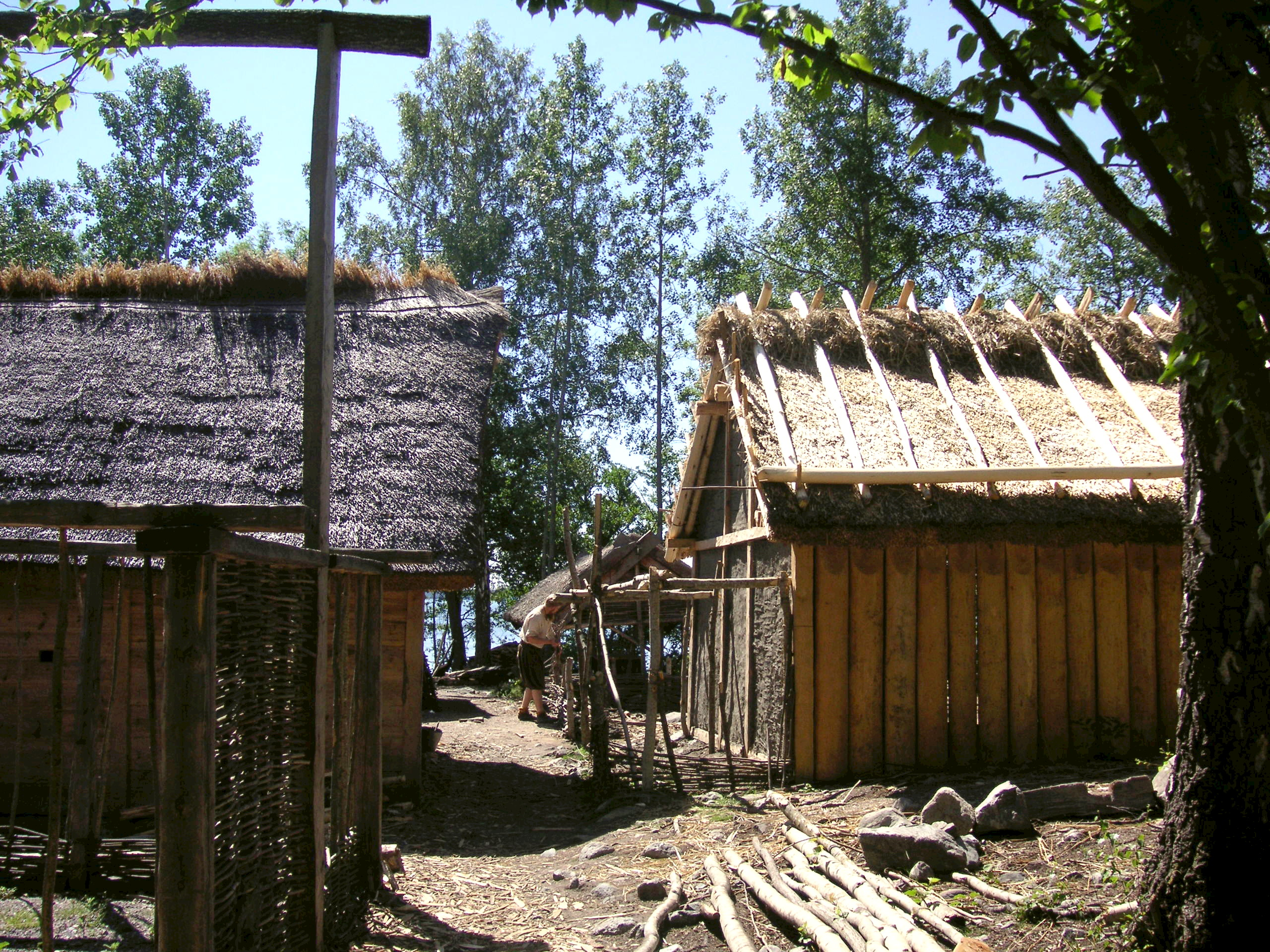
Quelques reconstitutions de maisons vikings à Birka.

Le site archéologique de Birka fut acheté entre 1912 et 1914 par l'État suédois, par le biais de l'Académie royale des sciences de Suède. À la fin des années 1920, la direction du site fut transférée à l'Académie Royale Suédoise des Belles-Lettres, de l'Histoire et des Antiquités, une branche de la Direction nationale du patrimoine de Suède. Birka et Hovgården sont depuis 2015 sous le contrôle de l'Administration des biens immobiliers de l'État suédois (Statens fastighetsverk). La protection de ces sites est assurée par un conseil (förvaltningsråd) regroupant des représentants de Statens fastighetsverk et des conseils d’administration du comté de Stockholm et de la commune d'Ekerö. Tous les six ans, le conseil rédige un plan qui donne les grandes lignes et objectifs de la protection et de la mise en valeur du site.
Pour faciliter la gestion, le site est divisé en plusieurs zones. La zone d'entrée comprend la périphérie d'Hovgården et la péninsule d'Ångholmen (qui était sous le niveau de la mer durant l'âge des Vikings et donc sans valeur pour l'archéologie) où se situe aujourd'hui le musée de Birka et les reconstitutions de maisons vikings. Le principal objectif de cette zone est l'accueil du public, et les règles y sont donc très souples quant à la construction d'infrastructures. Une seconde zone, appelée zone centrale, comprend l'essentiel des sites archéologiques de Hovgården et la zone autour du fort de Birka : c'est une zone comprenant des sites archéologiques majeurs et où se concentrent aussi l'essentiel des visiteurs, avec donc le plus grand risque de dommages. Les principaux objectifs de la protection dans cette zone sont la canalisation des touristes et la mise en valeur du patrimoine. Enfin, le reste du site est divisé entre zone intermédiaire et zone extérieure, correspondant à un nombre de visiteurs décroissant, la zone extérieure étant essentiellement à l'écart des touristes. La nomination au patrimoine mondial ajoute une zone tampon, qui inclut le reste de l'île de Björkö et toute une grande section centrale de l'île d'Adelsö.
Si le patrimoine culturel est protégé, c'est aussi le cas du patrimoine naturel. Le site de Birka et Hovgården inclut en particulier dans ses frontières une petite réserve naturelle (au sud de Grönsö, incluse dans la zone tampon), et aussi quelques segments de littoral protégé.

## Tourisme

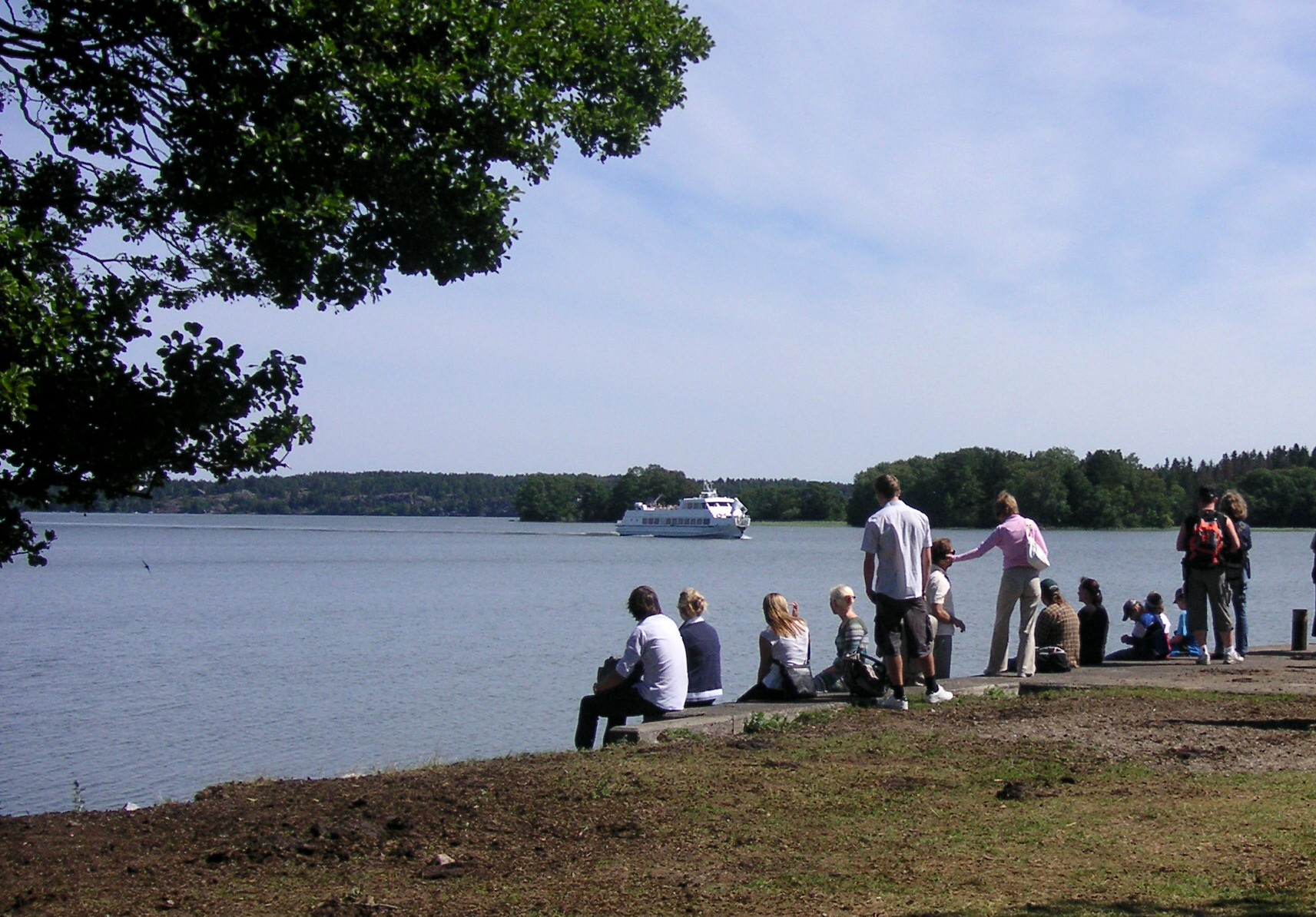
Touristes attendant le bateau sur le quai d'Hovgården.

Birka et Hovgården forment un site touristique populaire, avec environ 60 000 à 70 000 visiteurs par an. La plupart des touristes sont suédois, mais environ 30 % sont étrangers, en particulier en provenance d'Allemagne, du Royaume-Uni, des États-Unis et d'Italie. Birka est accessible soit avec son bateau, l'île disposant d'un petit port de plaisance, soit en saison avec l'une des compagnies offrant des tours réguliers depuis des ports du lac Mälar, dont en particulier Strömma Kanalbolaget qui relie Birka à Stockholm en deux heures. Hovgården est accessible en voiture et en bus grâce à un ferry entre l'île de Munsö et celle d'Adelsö, et il est possible de se rendre en 15 minutes à Birka depuis Hovgården grâce à un bateau de Strömma.
L'essentiel des infrastructures touristiques de Birka est situé sur la presqu'île d'Ångholmen, dans un ensemble appelé Birka vikingastaden (« Birka, la ville viking ») géré par la compagnie Strömma Turism & Sjöfart depuis 2007. Jusqu'en 2015, Strömma et la direction nationale du patrimoine (RAÄ) travaillaient en étroite collaboration : la compagnie louait les locaux à RAÄ et était responsable des infrastructures et de l'organisation des visites, RAÄ formait les guides, qui sont tous des archéologues, et le personnel du musée était des employés de RAÄ. Cette collaboration se poursuit avec Statens fastighetsverk. Parmi les installations se trouvent le musée de Birka, construit en 1996 par RAÄ et conçu tout en bois par l'architecte Gunnar Mattsson. Il contient entre autres une maquette représentant Birka telle qu'elle devait être à l'époque viking et quelques objets trouvés durant les fouilles ou des répliques, la vaste majorité des objets trouvés étant conservés au musée historique de Stockholm,. Non loin du musée se trouve le village viking : une reconstitution de plusieurs bâtiments construits avec les méthodes de l'époque. La construction commença en 2006 et le village se développa en particulier entre 2007 et 2009 avec une collaboration entre Strömma et l'université de Gotland. Enfin, la presqu'île compte aussi un café et un restaurant. Durant la saison touristique, et en particulier en été, de nombreux évènements sont organisés sur le site, avec par exemple des reconstitutions de batailles, des simulations de fouilles archéologiques, et durant quelques jours, le village viking prend vie avec des artisans en costume d'époque.
Hovgården, moins connu, reçoit moins de touristes. Il est cependant possible d'y effectuer une visite guidée, et le site dispose d'un café et de quelques boutiques d'artisanat.